# Cathédrale Notre-Dame-et-Saint-Privat de Mende
Vous lisez un « bon article » labellisé en 2009.
Cette  cathédrale n’est pas la seule cathédrale Notre-Dame.
Pour les articles homonymes, voir Saint-Privat.
La cathédrale Notre-Dame-et-Saint-Privat de Mende est le siège épiscopal du diocèse de Mende. Située dans le centre-ville de la préfecture de la Lozère, elle est classée monument historique depuis 1906. Il s'agit du seul édifice pleinement gothique de l'ensemble du département.
L'église, dont la construction fut décidée dans les années 1360 par le pape Urbain V, a succédé à trois autres sanctuaires, le premier d'époque mérovingienne, le second préroman, l'avant-dernier roman. Richement décorée, elle fut victime des troubles des guerres de Religion et dut être en grande partie reconstruite au début du XVIIe siècle ; elle sera achevée au XIXe siècle par l'adjonction d'un portail néo-gothique.
Élevée au rang de basilique mineure en 1874, la cathédrale offre notamment à la vénération des fidèles une Vierge noire du XIIe siècle. Son mobilier comprend des orgues et des boiseries du XVIIe siècle, des tapisseries d'Aubusson du début du XVIIIe siècle, un maître-autel du XXe siècle ; on y conserve aussi le battant de la « Non-Pareille », la plus grosse cloche de la chrétienté à l'époque de sa mise en place.

## Histoire

### Les premières églises
La ville de Mende, capitale de la province du Gévaudan, possède depuis fort longtemps un lieu de culte sur le tombeau de son saint protecteur. Sans doute au IIIe siècle, les Alamans, emmenés par leur chef Chrocus, pénétrèrent en pays gabale, engendrant terreur et destruction. La population se réfugia dans la forteresse de Gredone et résista au siège deux années durant. Quant à l'évêque Privat, il se retira sur le mont Mimat, au-dessus du bourg de Mimate (Mende). L'armée de Chrocus aurait trouvé l'ermitage de Privat et l'aurait martyrisé en réponse à son refus de livrer son peuple (« Le bon pasteur refusa de livrer ses brebis aux loups, et on voulut le contraindre de sacrifier aux démons »).
S'il succomba à ses blessures, le peuple, lui, fut libéré à ce moment-là, les Alamans partant alors plus au sud. Plus tard élevé au rang de grand saint de Gaule, ainsi que le rapporte Grégoire de Tours, Privat aurait été enterré au pied du mont Mimat.
C'est au-dessus de son tombeau que fut donc fondée l'une des premières églises de la ville, mais pour l'heure, rien ne permet de démontrer que ce soit à l'emplacement de l'actuelle cathédrale. Les fouilles archéologiques réalisées sur la place Urbain V au début du XXe siècle y ont en revanche mis en évidence les vestiges d'une église carolingienne. Au Xe siècle, Étienne Ier, évêque en Gévaudan remplaça cette église par un édifice de style préroman, utilisé jusqu'à sa destruction lors d'un incendie vers 1100. Aldebert II de Peyre, évêque entre 1109 et 1123, construisit le troisième sanctuaire tout en augmentant sa taille.
Du temps de l'épiscopat d'Aldebert III du Tournel, qui fit fortifier la ville, la cathédrale fut entourée de plusieurs résidences des seigneurs du pays. L'actuelle place Urbain-V était occupée par le Castel-Frag, qui était le château des comtes de Barcelone.
À l'est, là où se dresse maintenant le chevet de la cathédrale, se trouvait le château des Canilhac. Celui des Cabrières était édifié là où sera plus tard aménagée la place Chaptal ; celui des Dolan était situé à l'opposé. L'église était proche du centre de l'enceinte urbaine, de plus de 2 000 m de circonférence. Durant l'épiscopat d'Aldebert III, l'édifice reçut un visiteur de marque : en 1163, le pape Alexandre III, se rendant au concile de Tours, aurait fait escale à Mende. L'évêque Aldebert lui-même était convié à participer à ce concile.

### Le début de la construction

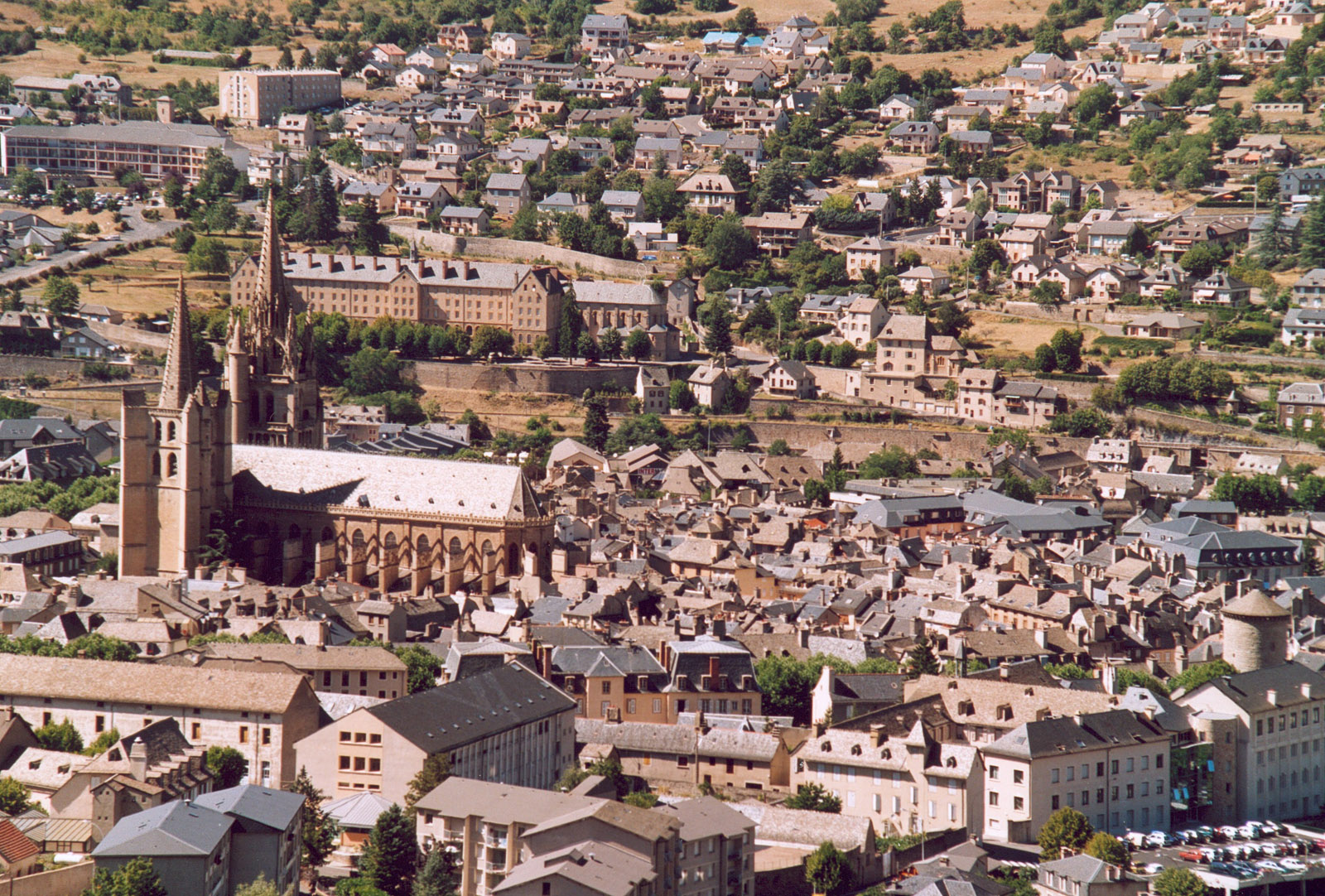
Vue générale de Mende et de sa cathédrale.

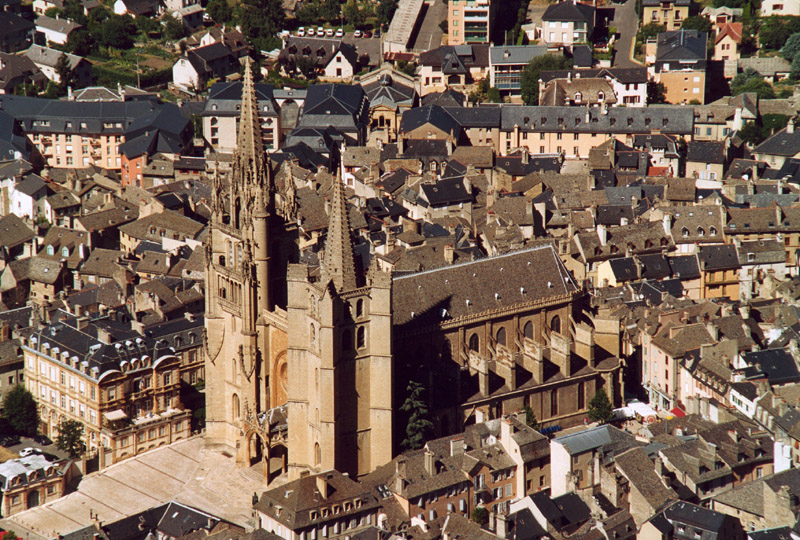
Vue générale de la cathédrale.

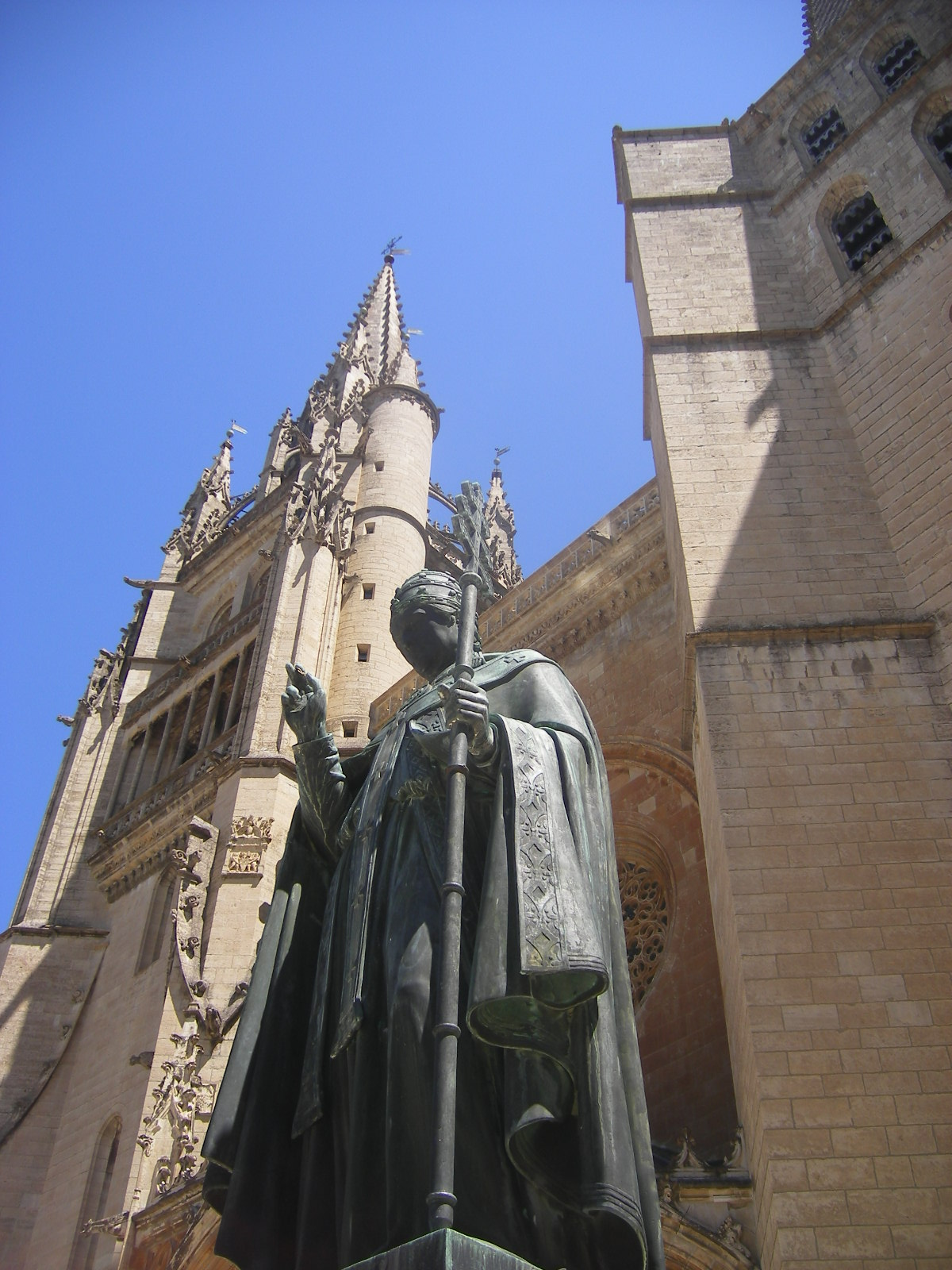
Urbain V devant sa cathédrale.

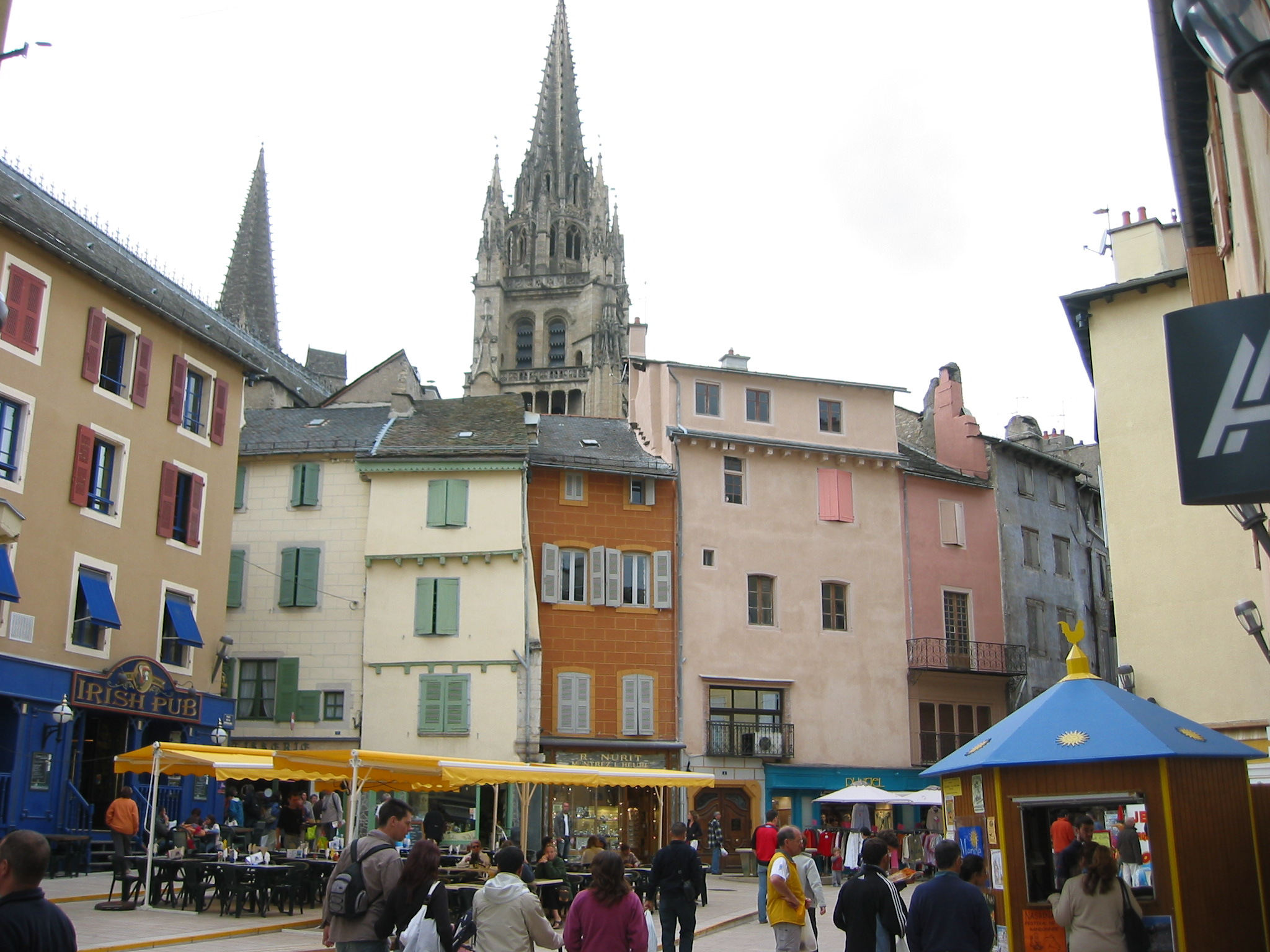
La place de la République, et en fond la cathédrale.

En 1310 naquit à Grizac Guillaume de Grimoard, fils de Guillaume et d'Amphélyse de Montferrand. Après des études en droit, Guillaume entra dans l'ordre bénédictin, puis devint pape sous le nom d'Urbain V (1362). En 1364, une ordonnance du roi Charles V de France enjoignit de faire le dénombrement général des feux en Gévaudan. Chaque feu devait, selon cette ordonnance, verser un florin à Urbain V qui projetait de « rétablir l'église cathédrale ». En août 1366, il place Pierre d'Aigrefeuille dont il est très proche, à la tête de l'évêché. L'une des missions d'Aigrefeuille est d'entamer de grands travaux pour « magnifier » la cathédrale, avec un budget de 20 000 florins.
Les travaux touchent à leur fin, lorsqu'un incendie ravage une partie de la cathédrale. Par une bulle papale, Urbain V, depuis Rome, accorde alors un budget plus important au diocèse de Mende. Ainsi il transfère Pierre d'Aigrefeuille à l'évêché d'Avignon et se réserve le siège épiscopal. Il le fait administrer par trois vicaires. Ceci permit d'affecter les revenus, normalement dévolus à l'évêque, à la construction de la cathédrale. Le procès en canonisation d'Urbain lui accorde ceci à propos de l'incendie : « Béni soit Dieu, qui a permis ce désastre et me donne en même temps la possibilité de le réparer. Nous la reconstruirons et nous y ferons plus de bien que le démon n'y a fait de mal».
Ce fut Pierre Morel, de Majorque, l'un des constructeurs de la Chaise-Dieu, qui devint le maître-d'œuvre du chantier. Les travaux débutèrent à l'est de l'église romane, qui fut vraisemblablement démantelée au fur et à mesure de leur avancement. La mort d'Urbain V en 1370 interrompit les travaux. D'autant plus que le royaume, plongé dans la guerre de Cent Ans, subissait une crise politique et économique extrêmement dure.
Durant soixante ans la cathédrale resta dans cet état : une nef partiellement dressée au-dessus du tombeau de saint Privat, un chœur inachevé, l'ensemble richement décoré grâce aux cadeaux d'Urbain V, qui avait en outre envoyé une épine de la sainte Couronne et la tête de saint Blaise enchâssée dans un chef d'argent. Parmi ces trésors on trouvait : une statue en vermeil de la Vierge, assise, et couronnée de perles ; deux anges en vermeil portés chacun par six lions de métal ; une châsse elle aussi de vermeil ; deux panneaux incrustés d'or (l'un de la Vierge Marie, l'autre de sainte Véronique).
Outre ce très précieux mobilier offert par le souverain pontife, il faut ajouter bon nombre de petits objets de procession ou d'office, ainsi que quantité de tapis (plus de trente selon l'inventaire de 1380). En manque d'argent, le chapitre voulut d'ailleurs vendre une partie de ce trésor pour continuer la construction de la cathédrale. Mais le trésor offert par le saint-Siège était inaliénable, et c'est le cardinal Anglic de Grimoard lui-même, le frère d'Urbain V, qui vint à Mende pour empêcher le chapitre de commettre cet acte. En 1392, le roi Charles VI ajouta à la menace d'excommunication papale l'ordre pour la sénéchaussée de Beaucaire de punir les chanoines.

### L'achèvement du chœur

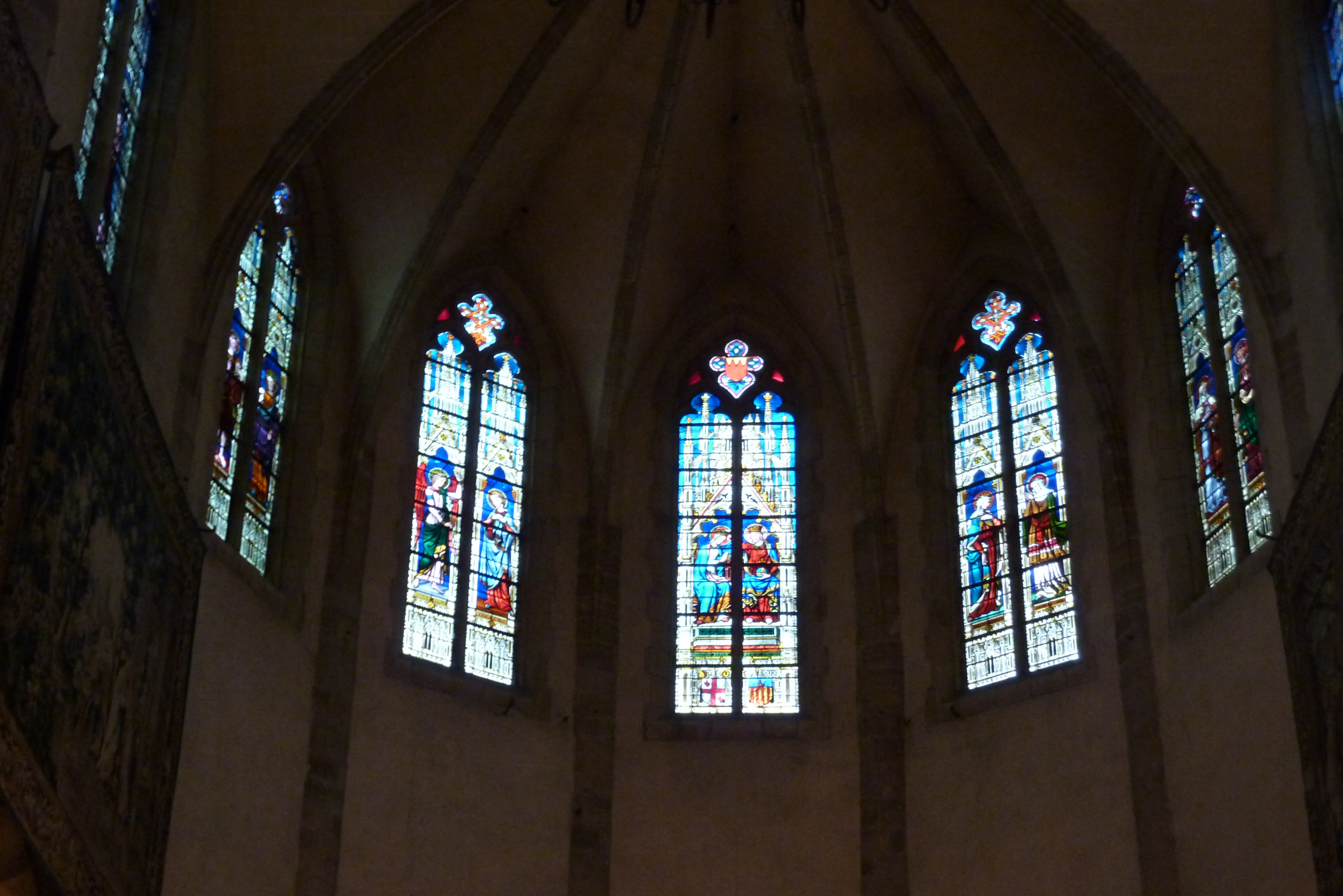
Les vitraux au-dessus du chœur.

Les travaux reprirent en 1452, sous l'impulsion des chanoines du chapitre de Mende. Guilhabert de Cénaret, le prévôt, posa la première pierre des chapelles rayonnantes « dans la continuité de l'œuvre du chœur d'Urbain V » , le 7 septembre exactement. L'évêque de Mende était alors Guy de La Panouse : il consacra le maître-autel le 2 août 1467. Mort l'année suivante, ce fut son neveu et successeur, Antoine de La Panouse, qui fit achever les travaux, avec notamment la pose des vitraux. Guillaume Papillon, verrier à Toulouse, fut chargé de cette tâche en 1468. Un peu avant 1470, la construction du chœur de la cathédrale était entièrement achevée.

### Les clochers

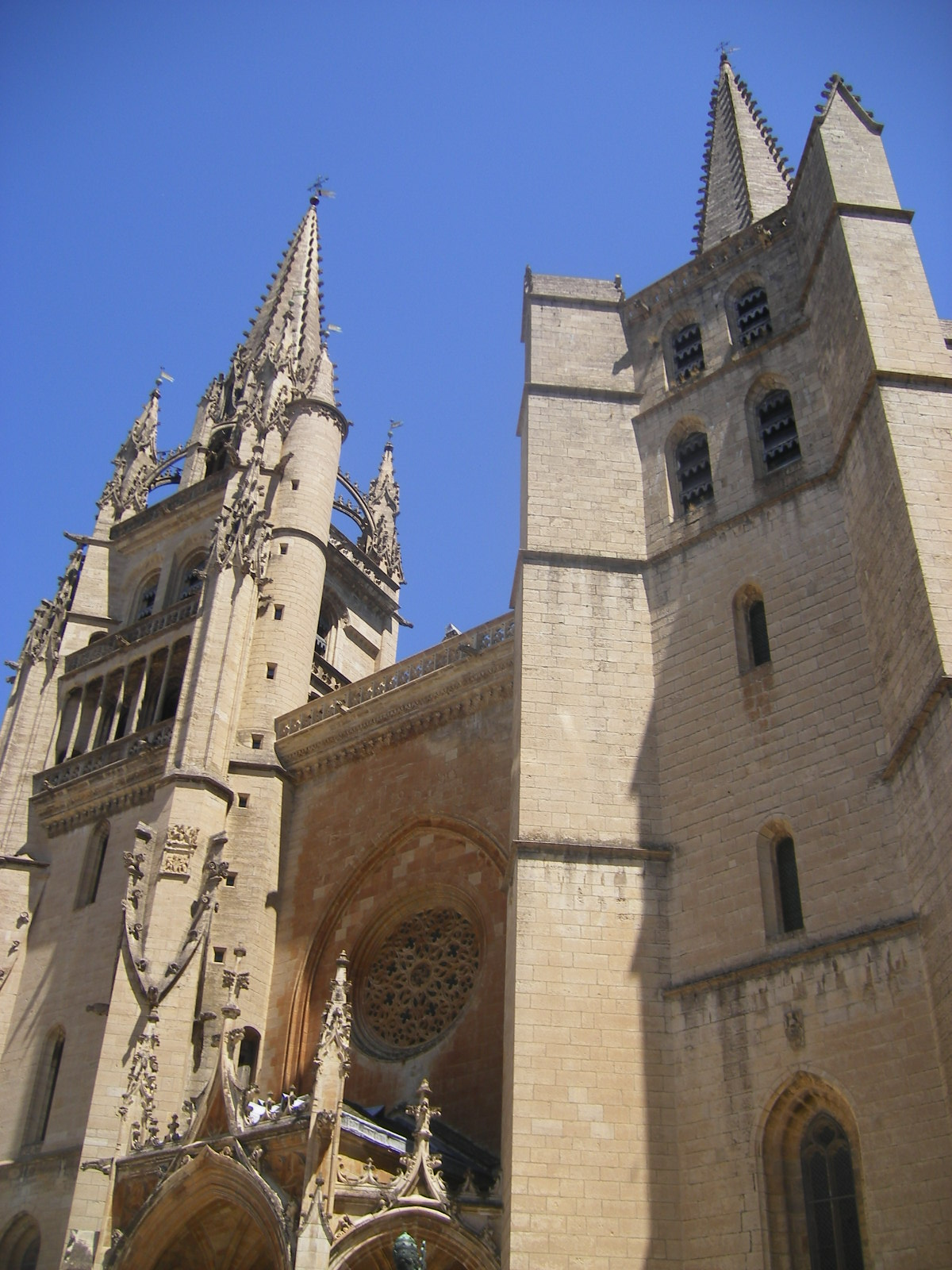
Les clochers : à gauche celui de l'évêque, à droite celui des chanoines.

En 1508 François de La Rovère occupait le siège épiscopal de Mende ; il avait succédé à son frère, lui-même précédé par leur oncle, qui n'était autre que Julien de La Rovère, devenu pape sous le nom de Jules II, instigateur de la construction de la nouvelle basilique Saint-Pierre de Rome. L'évêque François désirant doter la cathédrale d'un clocher pour remplacer celui en bois et la tour campanaire, décida de l'édifier à « sa hauteur » et à ses propres frais. Les chanoines approuvèrent ce projet et l'imitèrent en bâtissant une seconde tour, néanmoins plus modeste, ce qui explique que la cathédrale n'a pas deux clochers égaux.
Au départ il fut envisagé de les élever au-dessus des deux chapelles pentagonales, au chevet de la cathédrale. Mais les fondations n'étaient pas assez solides à cet endroit. C'est pourquoi on les construisit de l'autre côté, dans les dépendances du palais épiscopal. La première pierre du grand clocher fut posée le 2 août 1508 par Antoine de La Roquette, prévôt du chapitre, alors que celle du petit clocher le fut le 13 juillet 1509, par le vicaire général de l'évêque. En 1512 les deux édifices étaient terminés, le plus haut culminant à 84 m, celui des chanoines à 65 m.
François de La Rovère fit venir des cloches des fonderies de Clermont-Ferrand et de Lyon. Parmi celles-ci, on compte la « Non-Pareille », connue comme étant la plus grosse cloche de la chrétienté à cette époque. Elle arriva à Mende en 1516, en provenance de Lyon, le battant, lui, venant du Gard. Cette cloche aux dimensions sans précédent pouvait être entendue à 4 lieues à la ronde, soit 16 km.

### La destruction de la cathédrale
En 1572, lors du massacre de la Saint-Barthélemy, le baron Astorg de Peyre fut assassiné dans la chambre du roi. Sa veuve engagea un jeune homme, Matthieu Merle, capitaine huguenot, afin de venger la mort de son époux. De 1569 à 1576, il occupa avec ses troupes la forteresse de Grèzes d'où il s'empara peu à peu du nord du Gévaudan. À partir de 1577 il s'installa avec ses troupes à Marvejols avec l'intention de prendre Mende. La nuit de Noël 1579 les soldats de Merle attendirent que les Mendois fussent à la messe de minuit pour entrer dans la cité.
Merle occupa avec ses troupes la ville de Mende. Il choisit tout naturellement comme résidence celle des comtes-évêques du Gévaudan, le palais épiscopal. De là, il décida de réduire les dernières places fortes de la région qui lui résistaient encore, comme Balsièges, le Chastel-Nouvel, Ispagnac, Quézac ou Bédouès. Pour cela, il fallait des munitions à son armée. Canons, couleuvrines et boulets furent fabriqués à partir du bronze, récupéré en fondant les cloches et les bénitiers. La « Non-Pareille » disparut ainsi avec les autres cloches.
En 1581, Merle reconquit Mende qu'il avait un temps perdue. Ce fut à ce moment que le parti huguenot lui demanda de trouver 4 000 écus, pour venir en aide au prince de Condé. Merle rançonna les Mendois pour réunir ladite somme, en dépit de quoi il jura de détruire la cathédrale. La population ne pouvant réunir la somme, il mit sa menace à exécution. Pour venir à bout d'un si grand édifice, l'ingéniosité fut de mise : ainsi les piliers furent attaqués par le bas, et à chaque pierre enlevée, celle-ci était remplacée par une poutre en bois.
Une fois la substitution effectuée, des fagots de bois furent entreposés dans la nef, et le feu y fut mis. En se consumant, les poutres cédèrent sous le poids de l'édifice, et la structure s'effondra toute seule. Cependant, désireux de protéger sa résidence, le palais épiscopal mitoyen de la cathédrale, les clochers furent épargnés. La même année, Merle quitta Mende, laissant ainsi les habitants dépourvus de cathédrale pour une vingtaine d'années.

### La reconstruction

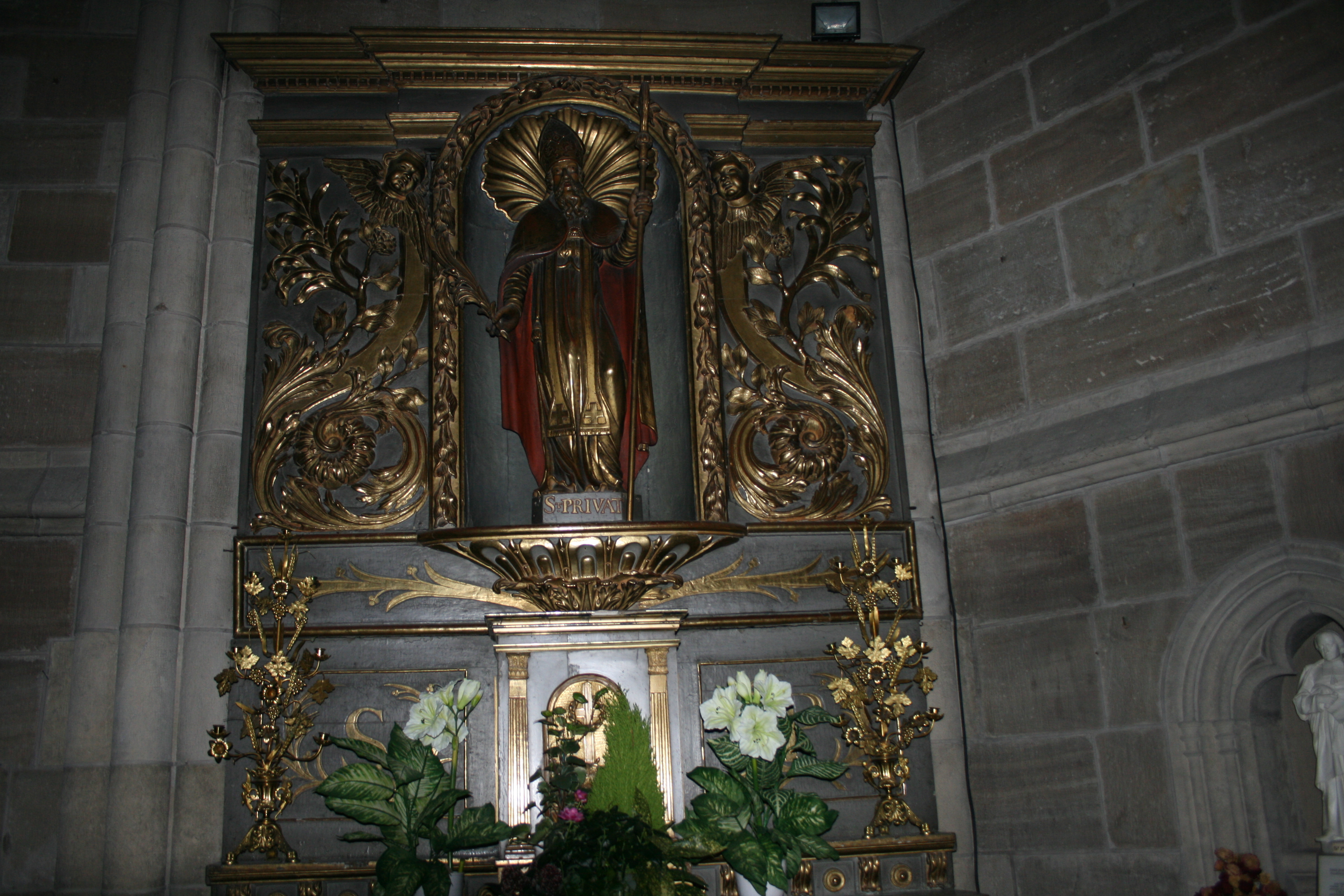
L'autel de la chapelle Saint-Privat et la statue du saint.

Sous l'impulsion de l'évêque Adam de Heurtelou, la cathédrale fut reconstruite de 1599 à 1605. Mais elle le fut « sans façon ni ornements », tout en respectant le plan original. En 1605 eut lieu l'inauguration, mais la consécration ne fut célébrée que le 10 octobre 1620 par l'évêque Charles de Rousseau. C'est durant cette période que furent installés de nouveaux vitraux, dont une rosace. Tout cela fut détruit en 1793.
En 1605, la cathédrale fut le théâtre d'un règlement de comptes, qui se conclut par le meurtre d'un des seigneurs du pays : lors des États du Gévaudan, le baron de Randon, Armand de Polignac, et celui d'Apchier, Philibert, se disputèrent ; Philibert, ancien chef de la Ligue en Gévaudan, fut poignardé quelques jours après, le 18 janvier alors que l'on célébrait la messe. Son assassin, Annet de Polignac, baron de Villefort, était le frère cadet d'Armand.
En 1692, l'évêque François-Placide de Baudry de Piencourt offrit à la cathédrale des tapisseries d'Aubusson représentant le Nouveau Testament. Cet évêque de Piencourt enrichit d'ailleurs grandement la ville de Mende. Outre ces dons à la cathédrale, il prit soin des malades et des nécessiteux en faisant reconstruire l'hôpital général. À sa mort, il légua, de plus, tous ses biens à cet hôpital.
En 1732, la foudre démolit une des quatre tourelles du grand clocher. Puis, cinquante-deux ans plus tard, le sommet de la grande flèche fut, à son tour, touché. Dans les deux cas, les réparations furent effectuées peu de temps après.

### Les apports modernes

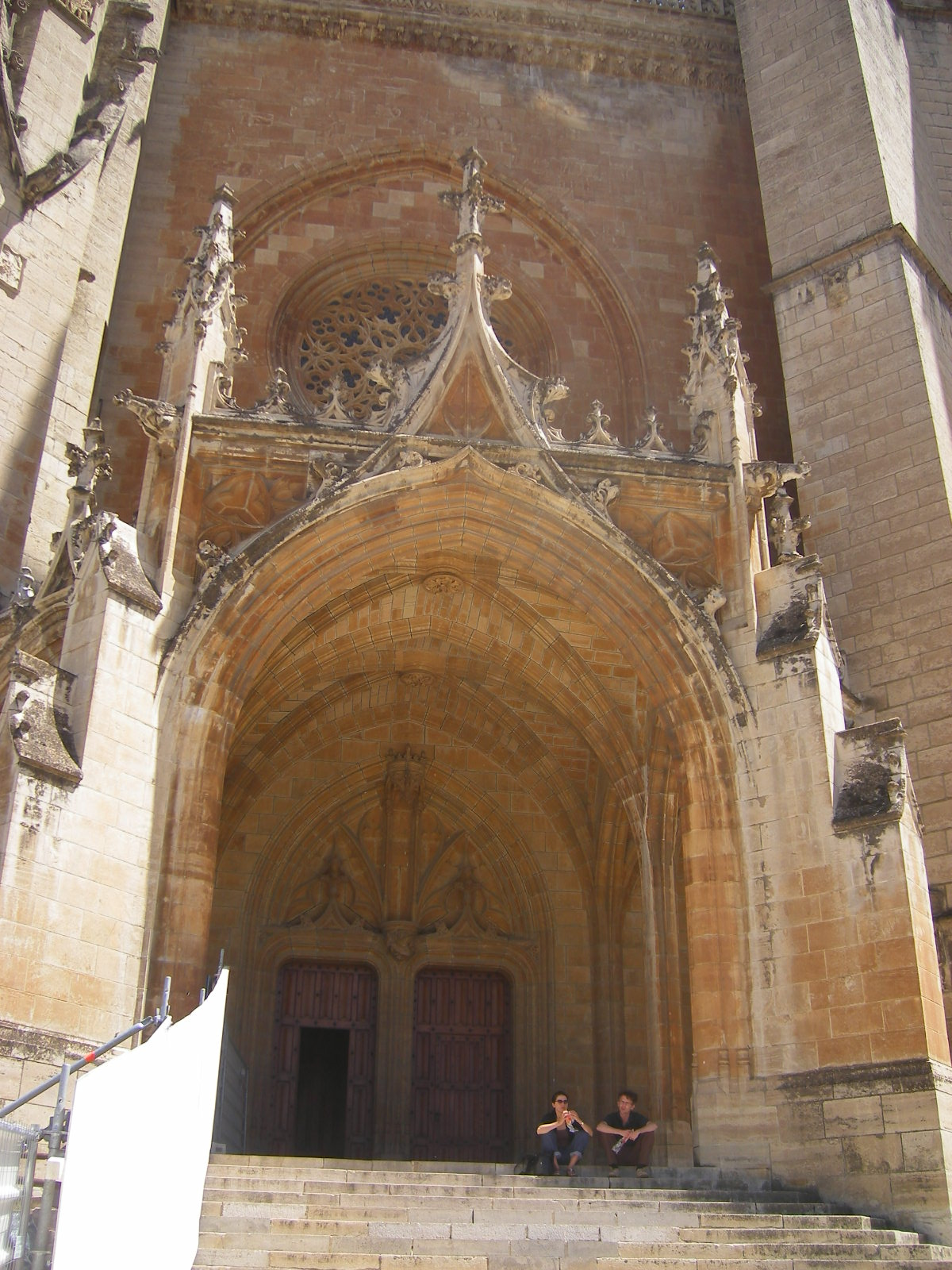
Le porche.

Durant la période révolutionnaire, le petit clocher est aménagé afin de pouvoir servir de prison. Cependant, le projet n'aboutit pas. Ce n'est que sous le premier empire, et jusqu'en 1815, que le petit clocher remplit cette fonction de prison. Parmi les prisonniers, ont figuré le sous-préfet de Florac, ainsi que le maréchal Soult.
En 1825 un nouvel autel fut consacré, entièrement de marbre blanc. L'édifice figurait sur la liste des monuments historiques de 1840 pour lesquels des secours furent demandés ; cette année-là, les ardoises du toit, tirées de carrières avoisinantes, furent remplacées par des plaques de zinc. Rapidement détérioré, le toit fut à nouveau refait vers 1880. Ce fut à la même époque, sous l'épiscopat de Julien Costes, que fut façonné le portail méridional (sur l'actuelle place Chaptal). Les armes de cet évêque sont visibles au-dessus du tympan.
En juin 1874 la cathédrale de Mende fut élevée au rang de basilique mineure par bref pontifical,,. Ce sanctuaire, lié à deux papes (Urbain V, son instigateur, et Jules II, ancien évêque de Mende) est donc reconnu par le Saint-Siège comme un lieu privilégié de la foi chrétienne. Également en cette année 1874, la statue d'Urbain V fut érigée sur le parvis de la cathédrale. Cette place prit à cette date le nom d'Urbain-V. La statue est l'œuvre du sculpteur Dumont. Initialement installée dans l'axe de la porte principale, elle fut depuis déplacée devant le petit clocher.
À cette époque, les chapelles du chœur, qui avaient été rapidement voûtées en berceau après les destructions de Merle, retrouvèrent leurs croisées d'ogives.
À la fin du XIXe siècle, l'architecte en charge jusqu'en 1874 : Charles Laisné fit refaire les vitraux  de neuf, puis on remonta presque à l'identique la rosace vers 1900, travail du maître peintre-verrier Émile Hirsch.
Le porche, à la place de la maison du sonneur de cloche, donnant sur l'actuelle place Urbain-V, fut construit dans les mêmes années. Le 9 août 1906 la basilique-cathédrale fut classée Monument historique.
En 1985 l'intérieur de l'édifice a été ravalé par la société Thoman-Hanry, et en 1989 furent mis en place le maître-autel et l'ambon modernes. La cathédrale est aussi église paroissiale, ce qui en fait le lieu de culte où se tiennent tous les offices catholiques ordinaires à Mende.
En plus de sa destination religieuse, la cathédrale est également, chaque année, le théâtre de plusieurs évènements musicaux, principalement dans le domaine de la musique classique. Il s'agit aussi d'un des lieux touristiques les plus importants de la ville de Mende. Un dispositif de fond sonore pour accompagner la visite libre a été mis en place. Des visites guidées de l'édifice et de ses clochers sont organisés par l'office du tourisme intercommunal de la ville,.
En 2017 l'artiste québécois Nicolas Reeves réalise dans la cathédrale, et pour la première fois, une installation sonore interactive. Cette expérience consiste à faire déambuler les visiteurs équipés d'un boîtier numérique, la "lanterne harmonique", qui analyse leur position, ainsi que d'un casque d'écoute. Ils entendent alors des sons très riches en harmoniques qui correspondent à la transposition en timbres sonores de l'architecture de la cathédrale, calculée depuis leur position, et qui de ce fait change selon leurs mouvements et leurs déplacements .

## Emplacement

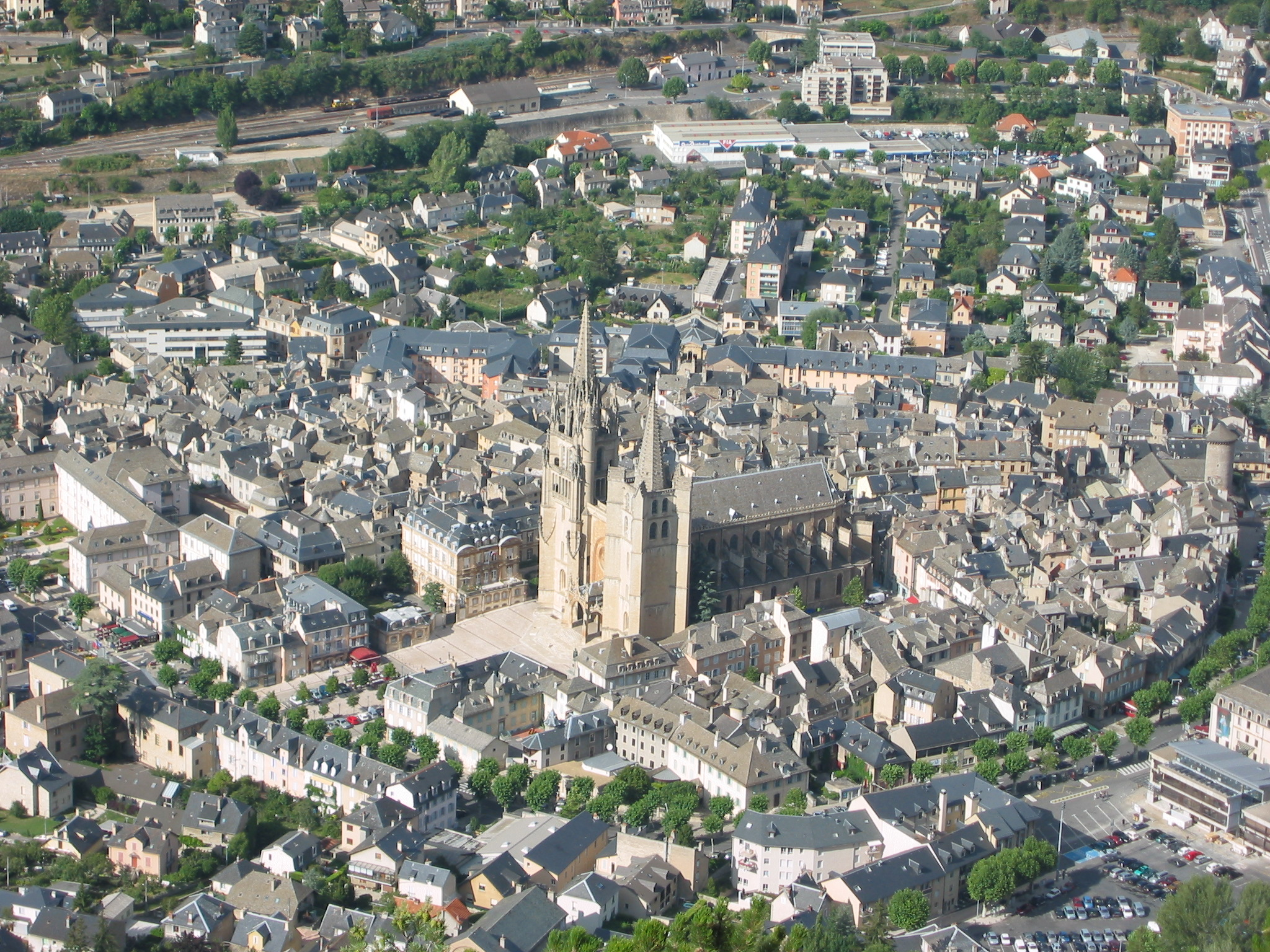
La cathédrale au cœur de la cité.

La cathédrale est située dans le centre historique de la ville de Mende Ce centre est délimité par les boulevards, qui ont remplacé presque exactement les remparts voulus par Aldebert III. Compte tenu de la dimension modeste de la ville, la cathédrale en devient très imposante, et se voit de partout.
La cathédrale, entourée de plusieurs châteaux du temps d'Aldebert III, puis du palais des évêques et de la résidence du chapitre, ainsi que de deux cimetières, est aujourd'hui bordée de places. Ainsi, on trouve au sud la place Chaptal ; sur le parvis, devant le porche, s'ouvre la place Urbain-V ; au nord-est, au-delà de la rue de La Rovère, la place René-Estoup. Cette dernière a aussi porté dans le passé le nom de place de la cathédrale. Avant le XIXe siècle, un porche donnant accès à la cathédrale et au palais des évêques, se dressait à l'emplacement de l'actuelle rue de La Rovère.

## Architecture

### Dimensions et composition

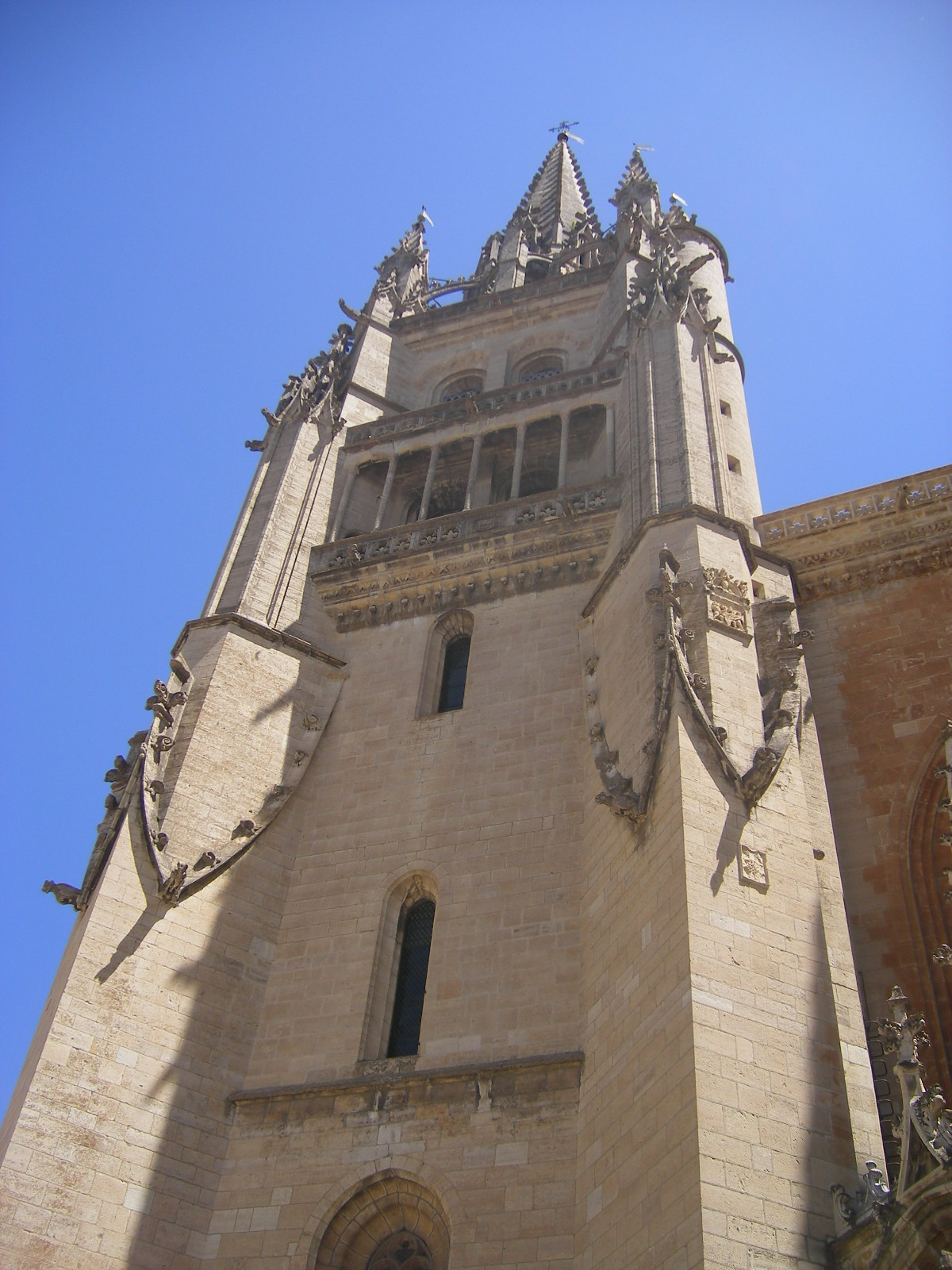
Le clocher de l'évêque, ou clocher de François de La Rovère, point culminant de l'édifice.

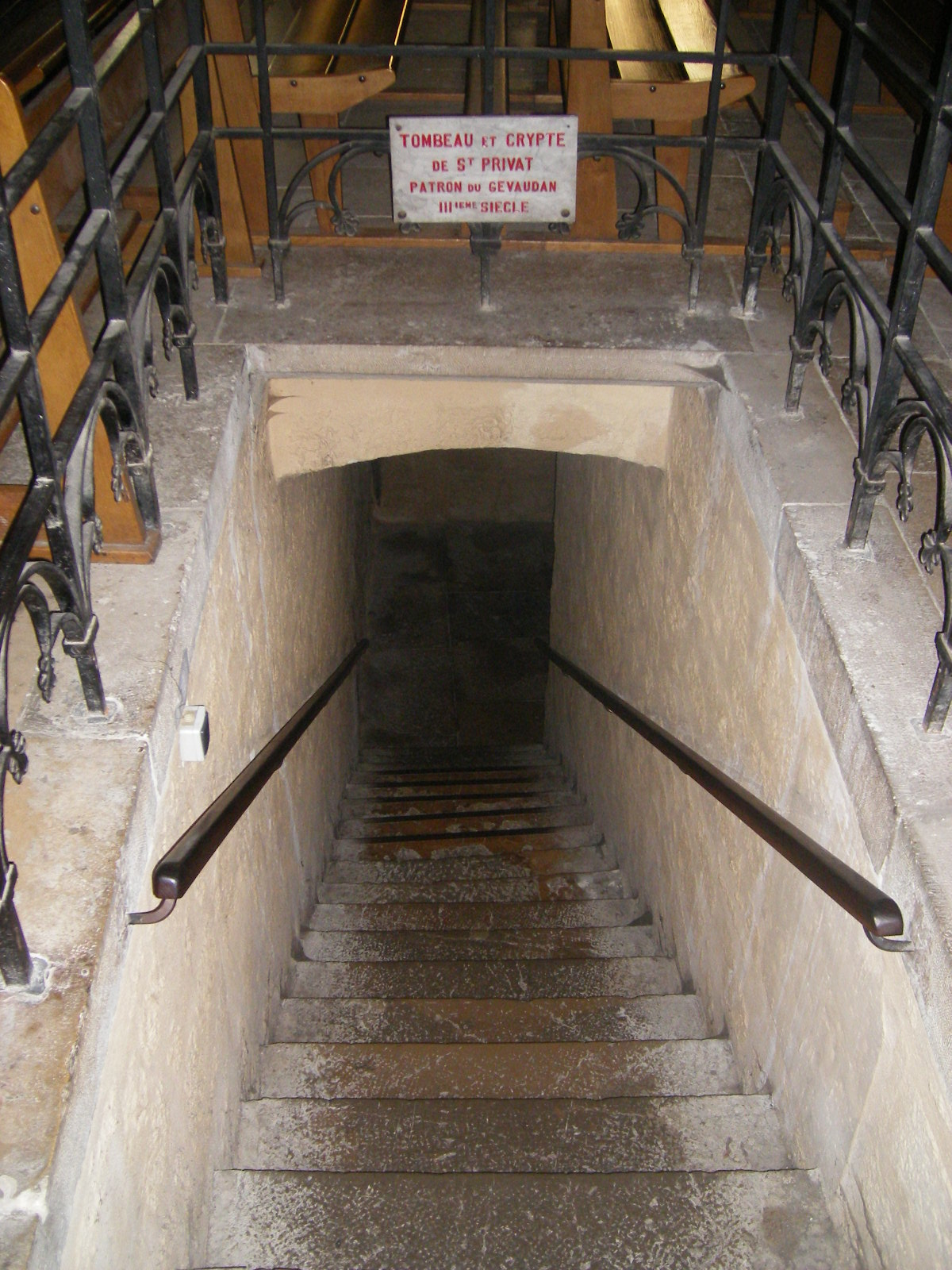
Entrée de la crypte Saint-Privat.

La basilique-cathédrale est composée de douze chapelles latérales rectangulaires consacrées pour certaines à Sainte-Jeanne-d'Arc, Saint-Joseph, Notre-Dame-de-Lourdes, Saint-Blaise, ou Sainte-Anne. À cela il faut ajouter les deux chapelles pentagonales Notre-Dame et Saint-Privat ; la sacristie, le porche et les deux portails (nord et sud). L'intérieur est également composé de 9 travées et de 22 piliers ronds.
En termes de dimensions, la cathédrale fait 67 mètres de long pour 30,30 mètres de large. La hauteur des voûtes se monte à 24 mètres. Le point culminant de l'ensemble, le clocher de l'évêque, atteint 84 mètres de haut, tandis que celui du chapitre s'élève à 65 mètres. La nef centrale a une largeur de 12,30 mètres, des bas-côtés de 4,10 mètres la séparant des chapelles rectangulaires. Ces dernières font 4,90 mètres de largeur.

### Les cryptes
Il existe plusieurs cryptes (au moins trois) sous la cathédrale. Sous le centre de la nef, on retrouve celle qui porte actuellement le vocable de saint-Privat, où Aldebert III du Tournel aurait ramené le corps du martyr. La croyance populaire en fait le tombeau original de Privat, alors que cette crypte portait initialement le vocable de saint Julien et son épouse sainte Basilisse. Il serait donc étonnant que, tombeau originel de saint Privat, ce lieu ait été débaptisé quelques siècles plus tard, pour reprendre finalement son vocable initial. La crypte a été aménagée avec un arcosolium et un chapiteau, dont la construction daterait, au plus tard, du XIIe siècle.
Le caveau des évêques est situé sous le chœur ; mais si un certain nombre d'anciens évêques de Mende ont leur sépulture dans cette crypte, ce n'est pas une généralité. En effet d'autres ont été enterrés en l'église de Chanac, dont le château était résidence épiscopale, soit par choix personnel, soit pour des raisons pratiques et éviter le transport du corps jusqu'à Mende. Bompar Virgile et Robert du Bosc, bien qu'enterrés dans la cathédrale ne le sont pas dans le caveau mais respectivement dans la chapelle Notre-Dame et dans la chapelle Saint-Privat. Le caveau a été rénové dans les années 1940 par Mgr François-Louis Auvity.
Enfin sous le parvis, au pied du grand clocher, se situe la crypte de Sainte-Thècle, aménagée au XIIe siècle, mais dont la construction est bien antérieure, et pourrait même être gallo-romaine. À cet endroit fut retrouvé le corps de Privat : alors que l'évêque Aldebert III était en Auvergne, on découvrit l'entrée de la crypte, alors oubliée depuis des années, en creusant un puits dans le jardin de l'évêché. Elle est composée de cinq pièces distinctes : la crypte dans laquelle fut retrouvé le sarcophage de Privat, deux cryptes anciennes dont une comblée, la crypte creusée par Aldebert, et la chapelle de Sainte-Lucie aménagée également par ce dernier.

### Architecture intérieure

#### La nef et le chœur
La nef à la particularité d'être constituée au nord par les vestiges de la construction voulue par Urbain V, tandis que le côté sud a été reconstruit sans ornements. En effet, lorsque Mathieu Merle fit détruire la cathédrale, il voulut cependant protéger le palais épiscopal où il résidait, et l'on ne fit sauter que la partie sud. Le côté nord présente ainsi des colonnes à nervures prismatiques, ce qui n'est pas le cas des colonnes plus récentes.
L'abside est entourée d'un déambulatoire, il n'y a ni transept, ni chapelle absidiale : l'édifice se termine sur les deux chapelles pentagonales, situées sur ses flancs. Dans le chœur, à proximité des stalles, se trouve l'entrée de la crypte des évêques : une mosaïque signale ce tombeau, avec une épitaphe en latin « Sit memoria illorum in benedictione », ce qui donne en français « bénie soit leur mémoire » ; ce texte est tiré du livre de l'Ecclésiaste.

#### Les chapelles

Plan de la cathédrale.

La cathédrale possède douze chapelles latérales de plan rectangulaire. Une fois le grand porche franchi, s'ouvre sur la droite la première de ces chapelles, vouée aux saint Gervais et saint Protais, vénérés dans tout le Gévaudan. Cette chapelle porte également le nom de Saint-Sauveur. La suivante est celle du Sacré-Cœur, aussi vouée à saint Étienne. Puis l'on passe devant celle de Saint-Blaise-des-Clastres.
Le portail sud, donnant sur la place Chaptal, la sépare de la suivante, celle de Notre-Dame-de-Lourdes et de la Trinité. Vient ensuite la chapelle Saint-Joseph : cette dernière est également celle de la confrérie des menuisiers de Mende. Les deux autres chapelles situées dans la partie sud, sont celle de Notre-Dame-du-Sacré-Cœur, ou Saints-Anges, et celle de Sainte-Jeanne-d'Arc, qui partage sa  dédicace avec saint Étienne et saint Laurent.
On arrive alors dans le déambulatoire : à droite s'ouvre la chapelle de Saint-Privat, patron du diocèse de Mende ; la partie du chevet ne comporte aucune chapelle, et la suivante est celle de Notre-Dame, située au nord. Ces deux chapelles pentagonales qui ont donné leurs noms à la cathédrale sont aussi dédiées, pour la première à la Sainte-Croix, pour la seconde à saint Roch. Ce dernier, originaire de Montpellier fut l'objet d'une grande dévotion en Gévaudan, notamment lors des grandes épidémies de peste, comme la dernière, celle de 1721, qui fit de grands ravages à Mende.
Si l'on revient vers le porche, par le côté nord, on passe d'abord devant la sacristie, qui prit la place de la chapelle de l'Annonciation. Elle donne, à l'extérieur, sur la rue de La Rovère, où se dressait dans le passé un porche donnant un accès à la cathédrale et au palais des évêques ; cette voie fut ouverte après la disparition de ce palais, ravagé par un incendie en 1887.
Pour rejoindre la rue de La Rovère depuis la sacristie, il faut passer par la salle capitulaire, et redescendre sur la chapelle de La Rovère, extérieure à la cathédrale elle-même. Après la sacristie, se trouve la chapelle dédiée à sainte Anne, mais également à saint Jacques et saint Martin. Puis vient celle du curé d'Ars, également vouée à sainte Marguerite. On arrive alors au portail nord, qui débouche sur la rue de La Rovère. Trois autres chapelles sont situées le long de ce côté de la nef, dédiées à saint Pierre, saint André et à tous les saints. Cette dernière est également celle des fonts baptismaux. Elle est décorée de très beaux lambris du XVIIe siècle, provenant sans doute de l'ancien jubé.
Il existe une dernière chapelle, situé sous le clocher sud, autrement dit celui de François de La Rovère. Il s'agit de la chapelle dédiée à saint Dominique, mais également à saint François et sainte Thècle. On y trouve un retable du XVIIe siècle, anciennement celui du maître-autel, avec un tableau du Rosaire, et deux séries de panneaux sculptés et dorés, début du XVIIe siècle, d'un art plutôt naïf, et dont l'emplacement d'origine demeure incertain. Ils furent un moment exposés au musée, aujourd'hui fermé, restaurés et replacés dans la cathédrale. À droite (en regardant le fond de la chapelle), la vie de la Vierge, à gauche, une vie d'évêque.
Avant l'incendie du XIXe siècle, il existait, dans le palais des évêques, une galerie longue de 34 mètres permettant d'entrer directement dans la cathédrale, dans une tribune installée sur en haut de la chapelle Saint-Pierre.

### Architecture extérieure

#### Le portail méridional

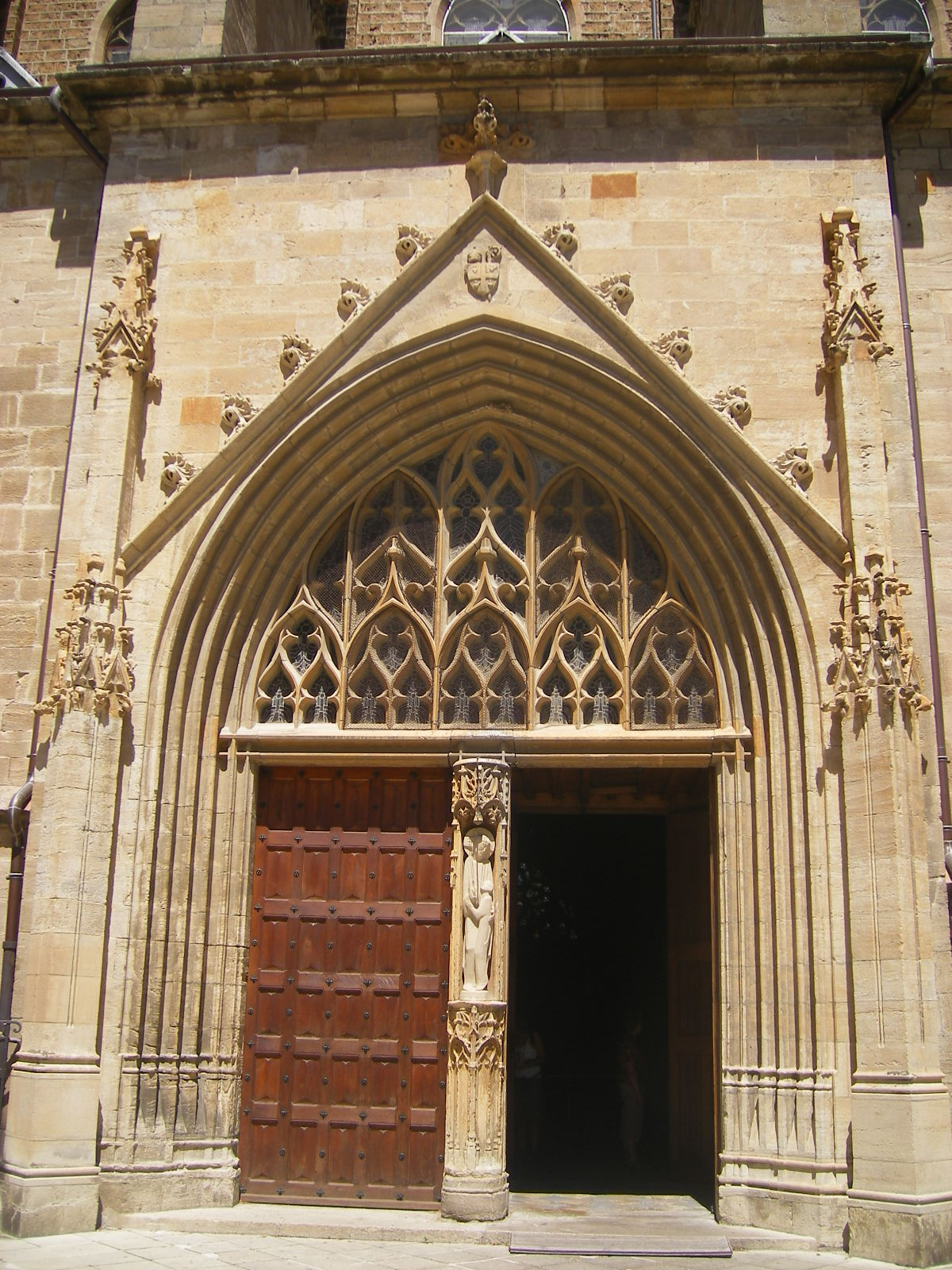
Le portail méridional.

Le portail méridional, au sud, donne sur la place Chaptal, du nom de Jean-Antoine Chaptal, le chimiste et ministre lozérien. À l'endroit aujourd'hui occupé par cette place, se situait auparavant le cimetière Saint-Michel, mais également la résidence du chapitre. C'est depuis le cloître de cette résidence que l'on pouvait rejoindre la cathédrale. Ce portail a été réaménagé du temps de l'épiscopat de Mgr Julien Costes, entre 1876 et 1889 : ses armes sont visibles au-dessus du tympan. En longeant le collatéral sud de la cathédrale, passant ainsi par la rue Léon Boyer, autre savant lozérien, on peut rejoindre la place Urbain-V et le parvis de la cathédrale. C'est par ce porche qu'entrent les corps des défunts lors des funérailles.

#### Le portail septentrional
Le portail septentrional (au nord), débouche sur la rue de La Rovère, et l'hôtel de la préfecture, qui a remplacé l'ancien palais épiscopal. Ce bâtiment et son toit « à la Mansart » est également l'actuel hôtel du département, autrement dit le bâtiment principal du conseil général de la Lozère. Il a subi deux graves incendies au cours de son histoire. Ainsi le 20 mai 1887, l'ancien palais épiscopal disparaît presque entièrement sous les flammes. Reconstruit suivant la mode du moment, le bâtiment brûle une nouvelle fois le 5 avril 1967. Les dégâts sont cependant moins considérables.
Comme pour le portail sud, il a deux vantaux, séparés par un trumeau. Mais, à l'inverse du précédent, aucune statue ne vient agrémenter le trumeau. Sur ce portail, on peut également voir les armes de deux anciens évêques de Mende, à savoir celles de Joseph-Frédéric Saivet, sur la droite, et de Jean-Antoine-Marie Foulquier, son prédécesseur, sur la gauche. Entre les deux, un Borée souffle le vent du nord. Une rosace, moins imposante que celle du porche, complète ce portail.

#### Le portail occidental ou porche
Le porche a été construit entre 1896 et 1906, dans un style gothique, afin de s'harmoniser au mieux avec l'édifice. Il a remplacé la maison du sonneur de cloche qui était jusque-là accolée à la basilique. Un grand escalier assure la transition entre le porche et le parvis de la cathédrale, la place Urbain-V. C'est d'ailleurs au moment de la construction de cet escalier qu'a été retrouvée l'entrée de la crypte Sainte-Thècle, là où l'évêque Aldebert III du Tournel inventa les reliques présumées de saint Privat. La place, un temps connue sous le nom de Sainte-Marie, a été baptisée Urbain-V à la suite de l'érection d'une statue en l'honneur du pape gévaudanais le 28 juin 1874, suivant l'initiative d'un autre enfant du pays, Théophile Roussel. Elle a été aménagée sur l'ancien cimetière Saint-Pierre, mais également sur une partie des jardins du palais épiscopal.
À l'instar des autres portails, le porche est composé de deux portes, séparé d'un trumeau. Ce dernier ne dispose cependant pas de statue, ni de niche pour en abriter une. Il est, en revanche, surmonté d'un ange au visage mutilé. Il est dominé par une rosace, œuvre de Pierre de Leneville (XVIIe siècle). Ce verrier, originaire d'Orléans, avait épousé une Mendoise en 1606. Du temps de l'épiscopat de Mgr Foulquier, entre 1849 et 1873, il avait été envisagé de surmonter le tout d'une statue monumentale de la Vierge, mais le projet fut abandonné. Un petit poème a été écrit à propos de la rosace et de son créateur, par le curé de Mialanes :

« Rome épanouie entre ciel et terre
Quel ange est venu te fleurir ?
Quelle main te mit face au sanctuaire ?
Du roc de chez nous, qui t'as fait jaillir ?
Pierre Leneville
Enfant d'Orléans
Qui dans notre ville
Porta son talent »

— Ange Peytavin, date inconnue

#### Les gargouilles et les ornements

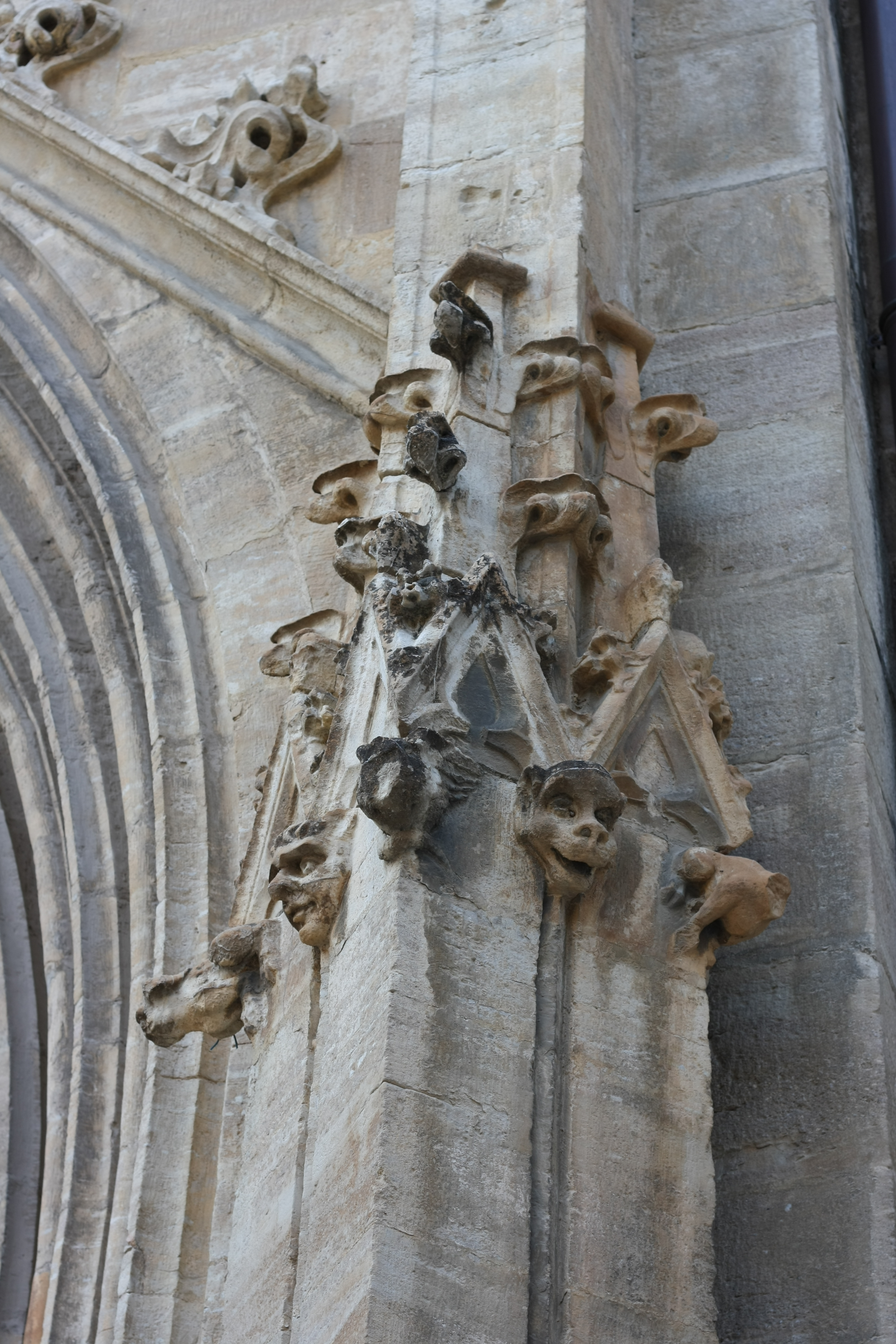
Ornements extérieurs de la cathédrale.

On retrouve des armoiries en plusieurs endroits de l'extérieur de la basilique-cathédrale. Ainsi, sur le grand clocher, sont visibles les armes des La Rovère : « D'azur au rouvre d'or aux rameaux passés en sautoir ». Mais si François de La Rovère rappelle que c'est lui qui a fait bâtir ce clocher, il n'oublie pas pour autant ses prédécesseurs. Ainsi, il arrive parfois que ces armes soient ornées de la mitre et de la crosse épiscopale, rappelant l'évêque François, parfois ornées du chapeau cardinal, pour Clément de La Rovère, ou encore parfois de la mitre papale, pour Jules II.

## Éléments intérieurs

### La Vierge noire

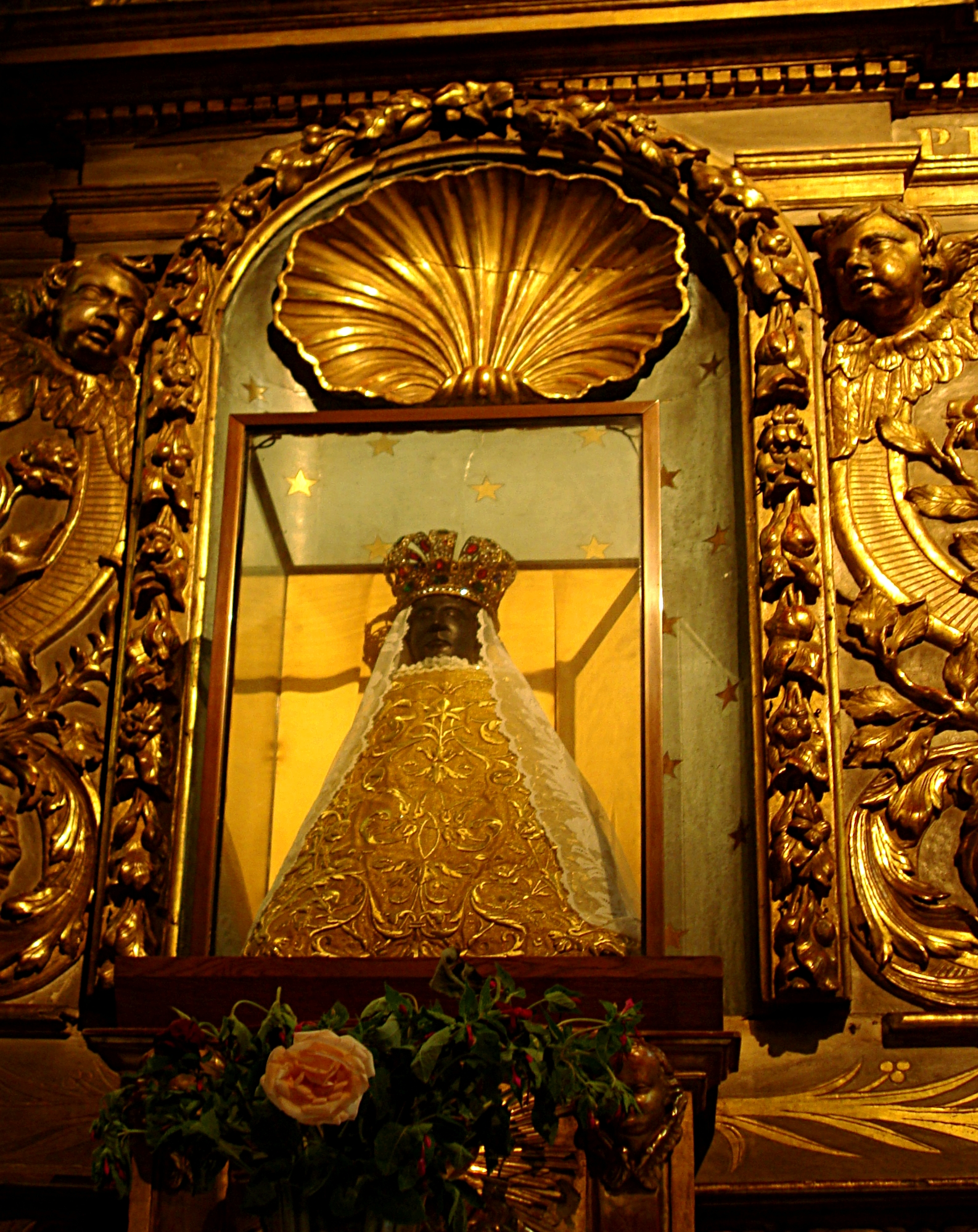
La Vierge noire.

La Vierge noire est actuellement abritée dans la chapelle Notre-Dame, au chevet de la cathédrale. Elle est l'objet depuis fort longtemps d'une grande dévotion par les Mendois. C'est en 1249 qu'elle est pour la première fois mentionnée : Randon de Châteauneuf rend hommage à l'évêque Odilon de Mercœur devant « l'altar de Madona Santa Maria en la gleiza de Mende ». Lors d'une croisade, elle aurait été rapportée d'Orient, où elle a été réalisée, probablement au XIe siècle. Cette statue en bois d'olivier appartient vraisemblablement à la même famille que les autres Vierges à l'Enfant fréquentes en Auvergne et en Gévaudan, avec cette couleur noire caractéristique.
Lorsque Merle et les huguenots pillèrent la cathédrale vers 1579, elle aurait dû disparaître, brûlée comme beaucoup d'ornements du sanctuaire. Une légende raconte qu'une vieille femme aurait demandé cette « vieille souche de bois » pour allumer son feu. C'est sans doute à cette période que la Vierge a perdu l'Enfant qu'elle portait probablement, ainsi que les lames d'argent qui la décoraient. Elle a été sauvée une seconde fois de la destruction en 1793 alors que les révolutionnaires commençaient à détruire l'autel et la chaire. Une femme l'aurait alors cachée sous son manteau et se serait enfuie en l'emportant.
Cette chapelle où elle est installée, et qui lui est désormais dédiée, est l'une des deux chapelles pentagonales, avec celle dédiée à saint Privat. Le 15 août 1894, elle est cependant délogée pour être placée sur le maître autel. Elle n'a regagné sa place dans la chapelle qu'en 1960. Plusieurs reliques seraient cachées entre ses épaules. Un détail de ces reliques est donné par un inventaire canonique de 1857, ainsi seraient présents : « des cheveux de la Vierge Marie, des parcelles de ses vêtements, de son tombeau, des fragments de la vraie croix », mais aussi des restes de plusieurs saints, comme Pierre, André, Paul, Martial, Denis, Jacques.
Elle a été couronnée le 15 août 1894, et le cinquantenaire de son couronnement a été l'occasion d'une grande fête, durant laquelle la cathédrale a été fastueusement décorée, et d'une procession, alors que la ville était encore occupée par deux mille Allemands qui ne partiront que le surlendemain. Elle a été inscrite monument historique le 22 août 1950.

### L'horloge
L'horloge de la cathédrale se trouve dans la plus haute galerie du grand clocher. Le timbre et le mécanisme sont classés monuments historiques depuis le 30 novembre 1989. Une horloge publique avait été installée dans la cathédrale, sans doute vers 1429. Son but, selon les consuls de la ville, était de rythmer la journée de travail des habitants. Mais cette horloge disparut durant le sac de la ville mené par Matthieu Merle. Une nouvelle, offerte par le roi Henri IV, la remplaça en 1598. Considérée comme hors service en 1666, elle fut réparée peu après. L'horloge resta alors en fonctionnement jusqu'au 3 septembre 1784.
C'est à cette date que la foudre la détruisit en s'abattant sur le grand clocher. Si cette seconde horloge ne fut jamais remise en mouvement, le mécanisme a continué à être entretenu. En novembre 1879 la municipalité installa une nouvelle horloge, qui sonne toujours les heures dans la ville. Le mécanisme de 1598 possède un diamètre de 1,20 m, d'une hauteur de 62 cm, et pèse 600 kg ; il est décoré du blason de la ville de Mende, d'« azur à la lettre M onciale d'or surmontée d'un soleil rayonnant du même ».

### Les cloches
Si la ville de Mende n'a pu conserver la cloche qui avait fait sa renommée, la « Non-Pareille », la cathédrale est aujourd'hui dotée de nombreuses cloches. Au cours de l'histoire, plusieurs ont disparu pour servir à fondre des canons, comme du temps de Merle, ou lors de la Révolution française. Elles sont aujourd'hui au nombre de dix (dont neuf de volée), toutes situées dans le grand clocher, ainsi qu'un timbre pour l'horloge offert par Henri IV et fondu en 1598 (note mi3). Elles ont été achetées à la suite d'une souscription lancée par Mgr de La Brunière en 1846. Elles ont été fondues à Avignon sauf la dernière qui date de 2000 mais qui n'est pas encore équipée pour sonner à la volée. Elles sont de la gamme de ré mineur, et sont isolées du reste de l'édifice par des abat-son de plomb. Voici le détail de ces cloches :
| Nom                | Masse (en kg) | Note |
| ------------------ | ------------- | ---- |
| Marie-Josèphe      | 2 481         | Do3  |
| Pierre-Privat      | 1 729         | Ré3  |
| Gervais-et-Protais | 1 187         | Ré#3 |
| Odilon-Sébastien   | 948           | Fa3  |
| Félix-Adélaïde     | 614           | Sol3 |
| Louis-Julie        | 499           | La3  |
| Augustin-Sophie    | 412           | La#3 |
| François-Anne      | 323           | Si3  |
| Guillaume-Mélanie  | 275           | Do4  |
| Nouvelle cloche    | 222           | Ré4  |

Parmi les noms donnés aux cloches, on retrouve ceux de saints dont la dévotion est grande dans le diocèse, tel Privat, ou encore Gervais et Protais. Le nom d'Augustin-Sophie est un peu plus particulier. En effet, sa marraine était Marie-Sophie de Lamartine, sœur du poète et homme politique Alphonse de Lamartine. C'est d'ailleurs pour rendre hommage au poète que la bibliothèque de Mende porte le nom de bibliothèque Lamartine,. Mariée à Édouard du Pont, 4e marquis de Ligonnès, elle était la mère de Mgr Charles du Pont de Ligonnès, qui fut évêque de Rodez et fonda, à Mende, le grand séminaire, devenu depuis maison diocésaine.

### La «Non-Pareille»
« L'an mil cinq cens dix sept

un mercredi jour dix sept

à Mende feust faiet,

chacun le sait,

par le bon évesque François ;

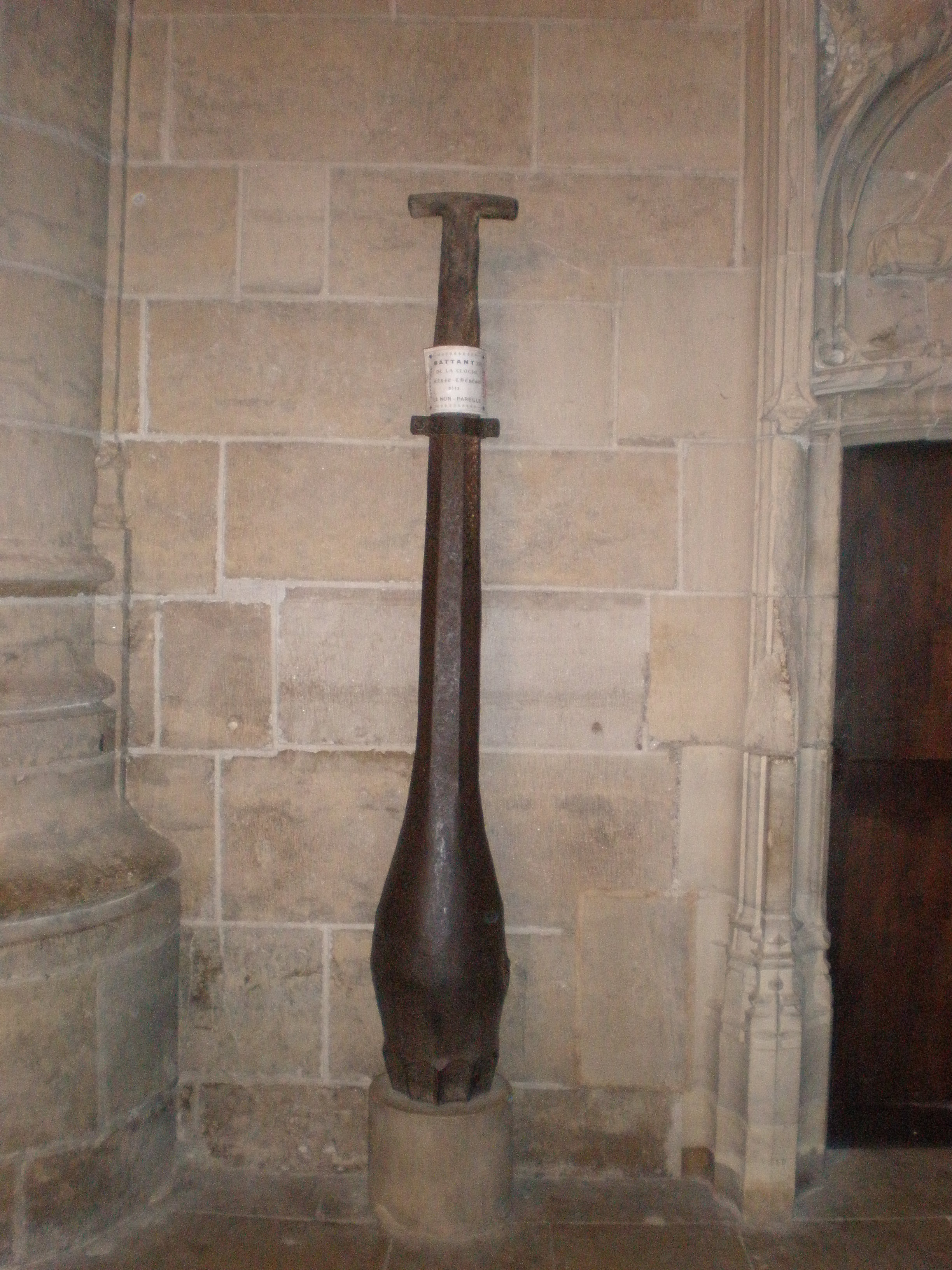
Le battant supposé de la "Non-Pareille" conservé dans la cathédrale.

aussi François par mon nom on m'appelle.

De quatre cents trois vingt quintaux de pois,

advisés bien sy je suis Non-Pareille.

Ma voix bruyant, les citoïens esveille

l'on m'entend à des lieues bien quatre

Je espars tonnerre, tempêtes, grelles,

foudre aussi de l'air je fais débattre...

Vu ma grandeur je vaux bien une tour

onze pans d'ault et treize de largeur,

au bas je tiens un grand pied d'epaisseur.

Ma langue a onze quintals de fer,

considérez s'y je en dois mieux parler...

Supplie Dieu et saint Privat

que des François soit maintenu le nom.

Et florir puisse en mémoire éternelle

ce nom François.

Que prospère en paix et en joye

soit Mende la cité

dessous François, et sans nécessité ».

Ce texte, retrouvé dans les archives, était inscrit sur la cloche. Il a été publié dans une revue chrétienne au XIXe siècle.
Du souvenir de la cloche que l'on surnomme la « Non-Pareille », il ne reste qu'un battant, la cloche elle-même ayant été fondue par les troupes de Matthieu Merle pour en faire des couleuvrines. Une fois les clochers achevés, François de La Rovère, alors évêque de Mende, fait venir plusieurs cloches de Clermont-Ferrand ou de Lyon. Parmi ses commandes, se trouve la cloche François, aux dimensions impressionnantes. 600 quintaux de métal sont expédiés de Lyon par François II de Rohan, évêque de la ville. En ce mois d'octobre 1516, ce sont 180 mulets qui sont utilisés pour transporter le métal des bords du Rhône à ceux du Lot. Pendant ce temps, le battant arrive de La Levade, dans le Gard. La légende raconte qu'une fois arrivé au faubourg Saint-Jean, l'âne blanc le tirant serait mort de fatigue.
Une fois le métal reçu, les Mendois coulèrent la cloche au sein même de la cathédrale, dans la chapelle Notre-Dame-du-Rosaire, désormais chapelle Saint-Dominique, située en dessous du grand clocher, où la cloche fut installée.
Le battant qui nous est parvenu présente les caractéristiques suivantes : 470 kg, 2,20 m de hauteur et 1,10 m de circonférence au nœud de percussion. À titre de comparaison, le battant de la Petersglocke de la cathédrale de Cologne pèse 700 kg alors que la cloche pèse 24 tonnes. Le Dr Billon, célèbre campanologue français, a calculé les dimensions probables de la cloche de Mende eu égard à celles de ce battant conservé. Selon lui, la Non-Pareille devait en réalité peser tout au plus 10 tonnes, pour 2,30 m de diamètre. De toutes façons, les dimensions du clocher interdisent en toute logique la présence d'une cloche aux dimensions exagérées au fil des siècles, soit 3,25 m de diamètre, 2,75 m de hauteur, 33 cm d'épaisseur, poids de 25 tonnes
.
Toutefois, sa taille très imposante pour l'époque lui a donné le surnom mérité de Non-Pareille (elle sera prénommée Marie-Thérèse au XIXe siècle, soit bien après sa disparition en 1579). Ce surnom prestigieux sera aussi donné au bourdon voisin de la cathédrale de Saint-Flour fondu au XVIIe siècle et brisé en 1794, certes imposant mais plus modeste (autour de 4,7 tonnes). Notons qu'en 1531, l'Archevêque de Toulouse, Mgr Jean d'Orléans-Longueville fait fondre un bourdon en 1531 de cent cinq quintals estimé entre 12 et 13 tonnes, donc a priori plus gros, plus lourd, plus grave. Mais à la fois la distance (géographique, temporelle), les différentes mesures (métal apporté, mensurations, unités) et la tradition orale rendent difficile la comparaison, tant il est difficile visuellement d'apprécier la largeur d'une cloche, d'en déduire son poids. Or pour ces dimensions, quelques centimètres d'écart en diamètre signifient plusieurs tonnes (dizaines de quintaux ou milliers de livres) de différence.
Puisqu'il est dit qu'on l'entendait à 4 lieues à la ronde (16 km), cela signifie qu'elle était audible du plateau du palais du roy (Laubert, Rieutort-de-Randon et ce qui est devenu le lac de Charpal), comme dans la vallée du Lot, à hauteur de Chanac, la résidence d'été des évêques.
L'astrologue Nostradamus aurait écrit : « Ol toc de la campano, Mendé malo sepmano », autrement dit : « Quand la cloche sonnera, Mende mauvaise semaine aura ». Prédiction ou non, toujours est-il que 25 ans après ces dires, Merle s'empara de la ville de Mende. Afin de compléter son arsenal militaire, il fit fondre la Non-Pareille en 1579.

### Les orgues
Les orgues primitives sont très anciennes puisque les États particuliers du Gévaudan votent un budget pour leur entretien en 1381. En 1463 elles sont remplacées, puis de nouvelles orgues sont achetées en 1518, dont on retrouve la facture de 100 écus d'or dans les archives du chapitre. Cependant elles sont détruites par Merle et ses compagnons.
C'est l'évêque Sylvestre de Crusy de Marcilhac qui, en 1653, fit une nouvelle commande, et les fit venir depuis Marseille. Le buffet d'orgue est de style Renaissance, et a été dessiné par Jean Tiran. Les armoiries des évêques Marcilhac et Bouquet figurent sur les orgues. De plus, elles sont agrémentées des statues de deux évêques, sans doute saint Privat et saint Hilaire.
Durant la Révolution, le peuple envisagea de brûler tout le mobilier, mais l'organiste Antoine Sauvage, en jouant la Marseillaise, aurait sauvé l'instrument.
L'orgue a été restauré de 1824 à 1828. En 1840 le buffet a été classé au titre immeuble puis en 1906, au moment où la cathédrale est devenue un monument historique, il a été classé au titre d'objet. La partie instrumentale de l'orgue est, elle aussi, classée au titre d'objet, depuis 1975. Durant les années 1980, elle a été de nouveau rénovée, et a été inaugurée en 1987 par l'évêque Roger Meindre.
La composition sonore est la suivante, :

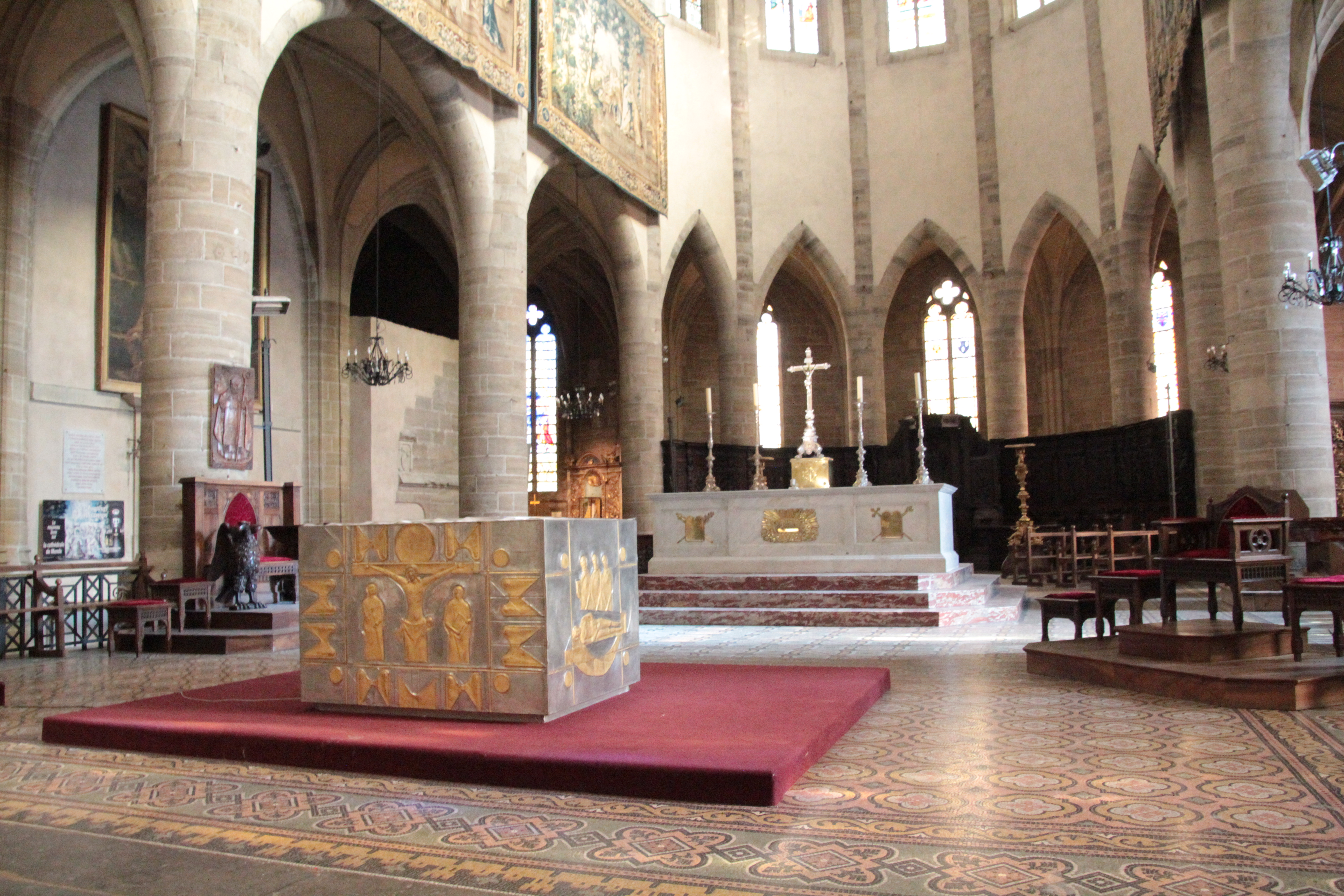
Le chœur et les 2 autels ; la cathèdre à gauche ; au fond à gauche le mur informe et Notre-Dame de Mende.

| I Positif  |        |
| Bourdon    | 8′     |
| Montre     | 4'     |
| Nazard     | 2 2/3' |
| Doublette  | 2'     |
| Tierce     | 1 3/5' |
| Fourniture | III    |
| Cornet     | III    |
| Trompette  | 8'     |
| Cromorne   | 8'     |

| II. Grand-Orgue    |        |
| Bourdon            | 16'    |
| Bourdon            | 8'     |
| Montre             | 8'     |
| Dessus de Flûte    | 8'     |
| Prestant           | 4'     |
| Flûte              | 4'     |
| Nazard             | 2 2/3' |
| Doublette          | 2'     |
| Tierce             | 1 3/5' |
| Fourniture         | V      |
| Cornet             | V      |
| Dessus de Bombarde | 16'    |
| 1re Trompette      | 8'     |
| 2e Trompette       | 8'     |
| Voix humaine       | 8'     |
| Clairon            | 4'     |

| III. Récit |    |
| Bourdon    | 8' |
| Flûte      | 8' |
| Prestant   | 4' |
| Cornet     | IV |
| Hautbois   | 8' |

| Pédale    |     |
| Flûte     | 8'  |
| Flûte     | 4'  |
| Bombarde  | 16' |
| Trompette | 8'  |
| Clairon   | 4'  |

Autres caractéristiques
- Étendue des claviers :
  - POS, GO : 54 notes (C-f3)
  - REC : 35 notes (x-xx)
- Étendue du pédalier :
  - 27 notes (C-d1)

### Le maître-autel
Du maître-autel édifié en 1825 par Grimas de Montpellier, peu de traces subsistent, principalement le soubassement de marbre blanc, orné d'or. Son retable renfermait les reliques de saint Privat et saint Hilaire, tous deux considérés comme anciens évêques du Gévaudan. L'ensemble des ornementations a été enlevée le 12 septembre 1971, lors de l'ordination épiscopale de Mgr Soulier.
Le nouvel autel, tout comme l'ambon, est l'œuvre de Philippe Kaeppelin, et date de 1989. Cet autel est décoré de dessins en étain doré représentant la crucifixion du Christ, Jésus au tombeau, Jésus sortant du tombeau et saint Privat portant la mitre et une croix épiscopale.

### La chaire
La chaire présente actuellement dans la cathédrale date du début du XXe siècle. La précédente, entièrement de pierre, n'a pas été conservée. L'actuelle est en bois de noyer. Elle a été inaugurée le 28 février 1904 par l'évêque Bouquet, dont l'épiscopat dura de 1901 à 1906. Ses armes sont visibles sur l'arrière, au-dessous de l'abat-voix. Deux rampes, elles aussi de bois, permettent d'accéder, de part et d'autre, à la chaire. Parmi les ornementations, se trouvent sculptés les quatre Évangélistes : Matthieu, Marc, Luc et Jean. Chacun est accompagné d'un symbole le représentant, à savoir respectivement : un visage d'homme, une tête de lion, une tête de taureau et une tête d'aigle.
La chaire est surmontée d'un abat-son monumental, qui est en fait une représentation du grand clocher de la cathédrale. Cette chaire est l'œuvre du menuisier mendois Garnier, et les sculptures ont été réalisées par deux autres Mendois, Léon et Odilon Pagès. La construction de cette chaire est inspirée de celle de la cathédrale Notre-Dame de Paris, directive donnée par le chanoine et archidiacre diocésain Léon Laurens, qui dirigeait la construction.

### Les tapisseries

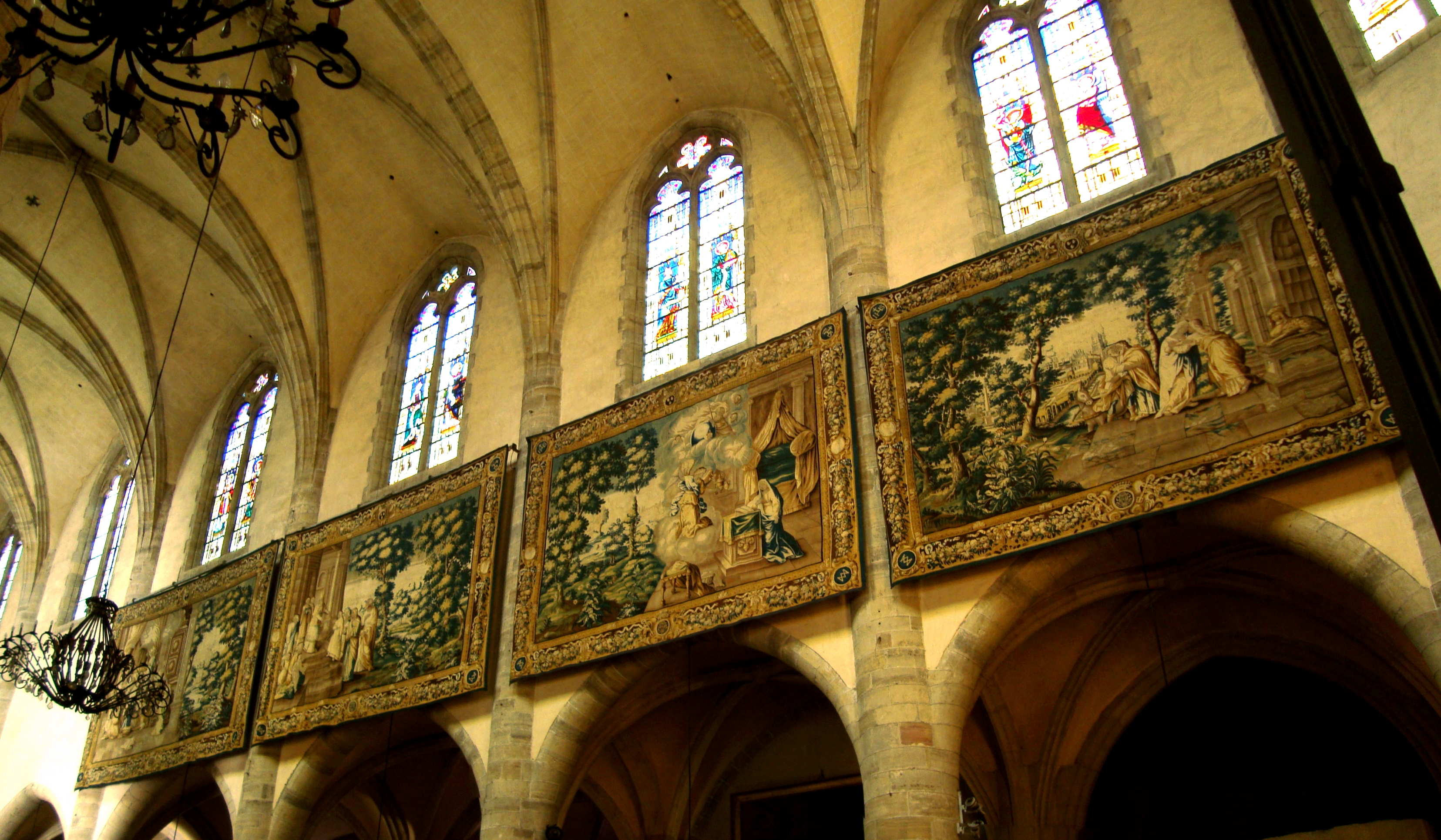
Quatre tapisseries de la cathédrale.

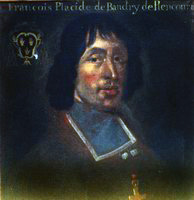
Mgr de Piencourt, évêque de Mende.

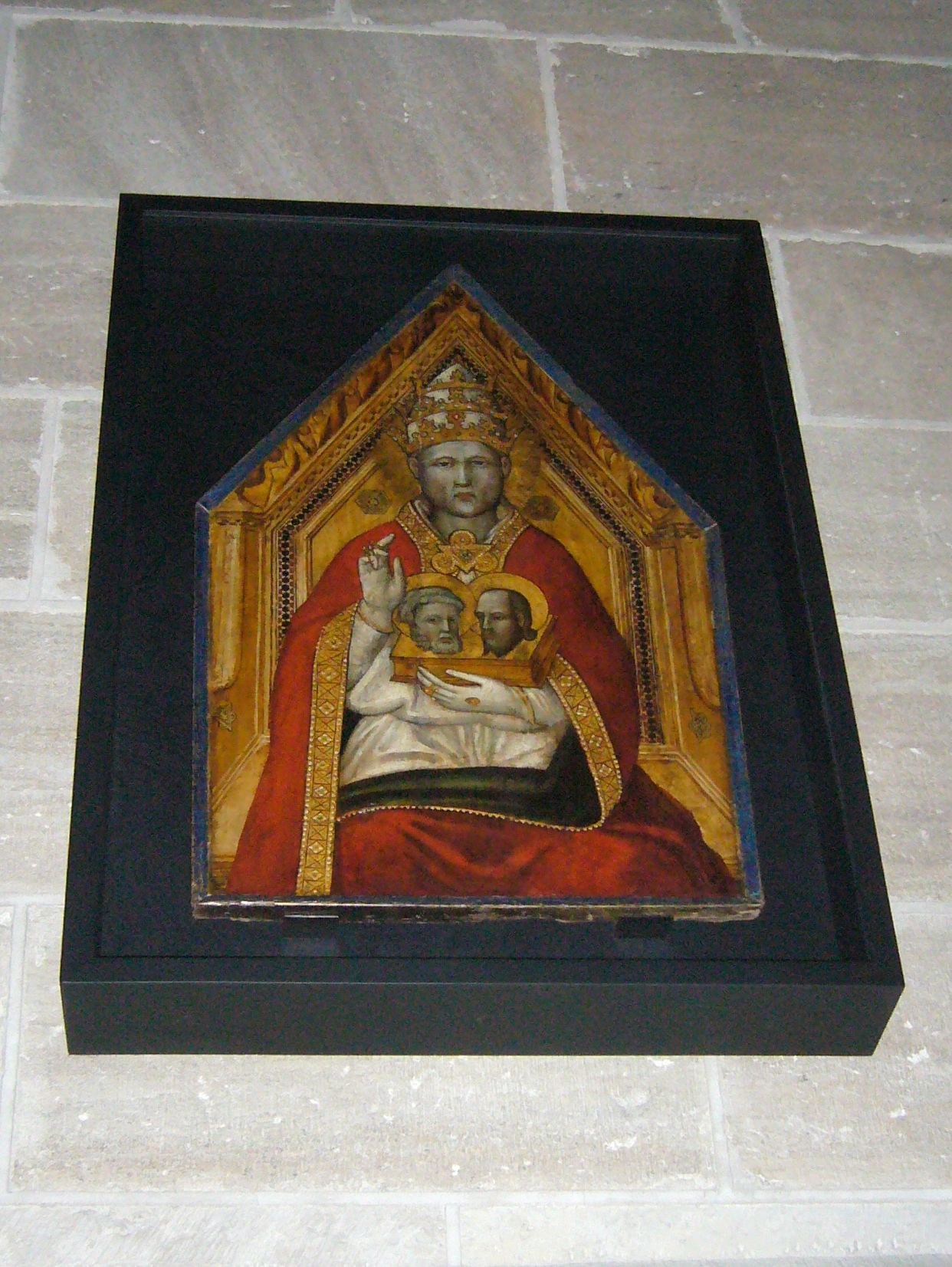
Le portrait d'Urbain V dans la chapelle Saint-Privat.

La présence de tapisseries dans la cathédrale de Mende est assez ancienne. En effet, outre de nombreuses reliques, Urbain V avait fait don de draperies ramenées des croisades pour orner l'ensemble. L'évêque Sylvestre de Crusy de Marcilhac a doté la cathédrale de plusieurs tapisseries, disparues. Il subsiste en revanche les huit tapisseries d'Aubusson, commande de l'évêque François-Placide de Piencourt, livrées en 1708. Leurs dimensions sont de 6,40 m sur 4,60 m. Ces huit tapisseries retracent la vie de la Vierge Marie :
La nativité de Marie
On retrouve sur cette tapisserie Marie lors de sa naissance, en compagnie de ses parents, Joachim et Anne. Sept autres personnes sont également présentes sur cette scène.
Présentation de Marie au Temple
Cette tapisserie fait face à celle de la présentation de Jésus, son fils, au Temple. Cet épisode est, comme le précédent, issu de la culture populaire plus que des écritures. Marie, suivie par ses parents entre donc dans un temple situé non loin de Jérusalem que l'on aperçoit dans le fond.
L'Annonciation
Cette tapisserie fait référence à l'Évangile selon Luc (Lc 1. 26-38) : l'archange Gabriel se présente face à Marie à genoux.
La Visitation
Celle-ci aussi s'inspire des écrits de Luc (Lc 1. 39-).
La naissance de Jésus à Bethléem et l'adoration des bergers
Cette scène se réfère aux écrits de Luc (Lc 2. 2). Marie tient l'enfant Jésus sur ses genoux, entourée du bœuf et de l'âne. À sa gauche, Joseph fait signe aux bergers de s'avancer. Ceux-ci s'inclinent devant la Sainte Famille. Dans le fond, on retrouve trois autres bergers avec leurs moutons, un ange les observe, ils lèvent les bras au ciel en sa direction.
L'Adoration des Mages
Ici c'est l'Évangile selon Matthieu qui est repris (Mt 2. 1). Cette scène fait immédiatement suite à la précédente. Marie tient toujours son fils sur les genoux, ce dernier lève le bras droit vers ses visiteurs. L'un des trois rois mages est à genoux et tend un présent à Jésus. Les deux autres se tiennent derrière, parés de leurs beaux habits.
Présentation de Jésus au Temple et purification de Marie
On retrouve l'Évangile selon saint Luc (Lc 2. 22-).
L'Assomption de Notre-Dame
Les apôtres, les uns à genoux, les autres debout, se tiennent autour du tombeau de la Vierge Marie durant l'Assomption.

### Les tableaux
La cathédrale renferme plusieurs tableaux qui décorent les différentes chapelles. Ainsi l'on retrouve une copie du tableau de l'Agonie de Jésus-Christ au Jardin des Oliviers. L'original est une œuvre du XIXe siècle de Giovanna Gastona Forzoni, et est exposé en l'église de la miséricorde de Volterra, ville de Toscane jumelée avec Mende.
Parmi les autres tableaux, se trouvent la représentation du martyre de saint André, la résurrection de Lazare, diverses peintures sur l'Assomption, ou encore plusieurs portraits de saints, souvent associés à la chapelle qui leur est dédiée (saint Joseph, saint Dominique, saints Gervais et Protais, saint Pierre, ...).
À l'occasion de la célébration du septième centenaire de la naissance du pape Urbain V, en octobre 2009, le diocèse de Mende a fait don aux services de l'État français d'un portrait du pape, exécuté peu de temps après sa mort. Le tableau est alors exposé dans la chapelle Saint-Privat. Cette chapelle était déjà liée à Urbain V, puisque la clé de voûte est une sculpture du visage du pape.